# Copán (sitio arqueológico)
Copán es un sitio arqueológico de la antigua civilización maya ubicado en el departamento de Copán al occidente de Honduras. Del siglo V al siglo IX fue la capital de un importante reino del periodo Clásico.
La ciudad estaba situada en el extremo sureste de la región cultural Mesoamericana, en la frontera con la región cultural istmo-colombiana, en una zona habitada por pueblos que no pertenecían a la etnia maya. En la actualidad este valle fértil contiene un centro urbano de alrededor de 3000 habitantes, un pequeño aeropuerto y una carretera sinuosa.
La ocupación humana del sitio se extiende por más de dos milenios, desde el Preclásico Temprano hasta el Posclásico. La ciudad desarrolló un estilo escultórico distintivo dentro de la tradición de los mayas de las tierras bajas, tal vez para destacar el origen maya de los gobernantes de la ciudad.

Glifo emblema del Reino de Copán o Oxwitik.

La ciudad cuenta con un registro histórico que cubre la mayor parte del período clásico y que ha sido reconstruido en detalle por arqueólogos y epigrafistas. Copán, originalmente probablemente llamado Oxwitik por los mayas, era una poderosa ciudad-estado, gobernando un vasto reino en el sur de la región maya. La ciudad sufrió un desastre político importante en el año 738 d. C., cuando Uaxaclajuun Ub'aah K'awiil, uno de los más grandes reyes en la historia de la dinastía de Copán, fue capturado y ejecutado por su antiguo vasallo, el rey de Quiriguá. Esta inesperada derrota dio lugar a un receso de 17 años durante el cual Copán puede haber estado bajo el dominio de Quiriguá.
Una parte significativa del lado oriental de la acrópolis fue afectada por la erosión causada por el río Copán, aunque el río ha sido desviado en los años 1930 con el fin de proteger el sitio contra daños mayores. En 1980 Copán fue declarado Patrimonio de la Humanidad por UNESCO.

## Etimología
El nombre Copán está registrado desde el siglo xvi y viene posiblemente de la palabra nahuátl copantl, cuyo significado es «pontón» o «puente». 
Algunos autores antiguos, en cambio, dieron una etimología maya explicando el nombre como «enrollado» o «enroscado». Sin embargo, es más probable que fuese llamada Oxwitik («Tres raíces») por los propios mayas.

## Ubicación

Ubicación de Copán y el área suroriental maya.

Copán está situada en el oeste de Honduras cerca de la frontera con Guatemala. Se encuentra en el municipio de Copán Ruinas en el departamento de Copán. Está ubicada entre colinas en un valle fértil a una altitud de 700 m s. n. m. Las ruinas del núcleo del sitio se encuentran a 1,6 km de la aldea moderna de Copán Ruinas, que fue construida sobre los escombros de un importante complejo maya que data del periodo Clásico.
En el período Preclásico el suelo del Valle de Copán era pantanoso y propenso a las inundaciones estacionales. En el Clásico Temprano los habitantes aplanaron el fondo del valle y realizaron proyectos de construcción para proteger la arquitectura de la ciudad de los efectos de las inundaciones.
Copán tuvo gran influencia sobre los centros regionales en todo el oeste y centro de Honduras, impulsando la introducción de características mesoamericanas en las élites locales.

## Paso cenital del sol
Por su latitud de 14.84° N, el sol cenital ocurre en Copán (en 2017) el 30 de abril y el 12 de agosto, lo que divide al año (aproximadamente) en dos períodos de 260 y de 105 días. Estos fenómenos solares habrían sido fácilmente observados por la ausencia de sombra en algunas estelas, por lo que algunos arqueoastrónomos han propuesto la hipótesis de que en esta latitud pudo haber surgido el calendario ritual mesoamericano de 260 días.

## Población
En el Clásico Tardío cuando alcanzó su apogeo, el reino de Copán tenía una población de al menos 20.000 habitantes y una superficie de más de 250 km². El área metropolitana de Copán, que consta de las áreas pobladas del valle, cubría una superficie igual a una cuarta parte del tamaño de la ciudad de Tikal. Se estima que la población máxima en el centro de Copán alcanzó entre 6000 a 9000 habitantes en un área de 0,6 km², con otros 9000 a 12.000 habitantes ocupando la periferia, equivalente a un área de 23,4 km². Además, había una población rural estimada en 3000 a 4000 habitantes en un área de 476 km² que cubre el Valle de Copán, dando una población total estimada de 18.000 a 25.000 personas en el Valle de Copán durante el Clásico Tardío.
En 2015, Copán Ruinas tenía alrededor de 39,485 habitantes, principalmente en áreas rurales.[cita requerida] Aunque es famoso por su complejo arqueológico turístico, la realidad de las comunidades que conforman el municipio es diferente. Muchos viven de la agricultura de subsistencia y la recolección de maíz, café y frijol.[cita requerida]

## Historia
Aunque los orígenes de la ciudad se remontan al periodo Preclásico, poco se sabe de los gobernantes de Copán antes de que se fundó una nueva dinastía vinculada con Tikal a principios del siglo v d. C. Bajo esta nueva dinastía Copán se convirtió en una poderosa ciudad-estado y una potencia regional en el sur de la región maya, a pesar de que sufrió una catastrófica derrota a manos de Quiriguá en 738 cuando el rey Uaxaclajuun Ub'aah K'awiil fue capturado y decapitado por su ex-vasallo K'ak' Tiliw Chan Yopaat, el gobernante de Quiriguá. Aunque esta derrota fue un importante retroceso, los gobernantes de Copán comenzaron nuevamente a construir estructuras monumentales dentro de unas pocas décadas.
Tras el colapso maya, y después de que se levantaron las últimas grandes estructuras ceremoniales y monumentos reales, el área de Copán continuó siendo ocupado, pero la población de la ciudad cayó en los siglos viii y ix de quizá más de 20.000 habitantes a menos de 5000 habitantes. A la llegada de los españoles en el siglo xvi, el centro ceremonial había sido abandonado desde hace mucho tiempo y el valle de Copán era únicamente poblado por unas pocas aldeas agrícolas.

### Historia predinástica

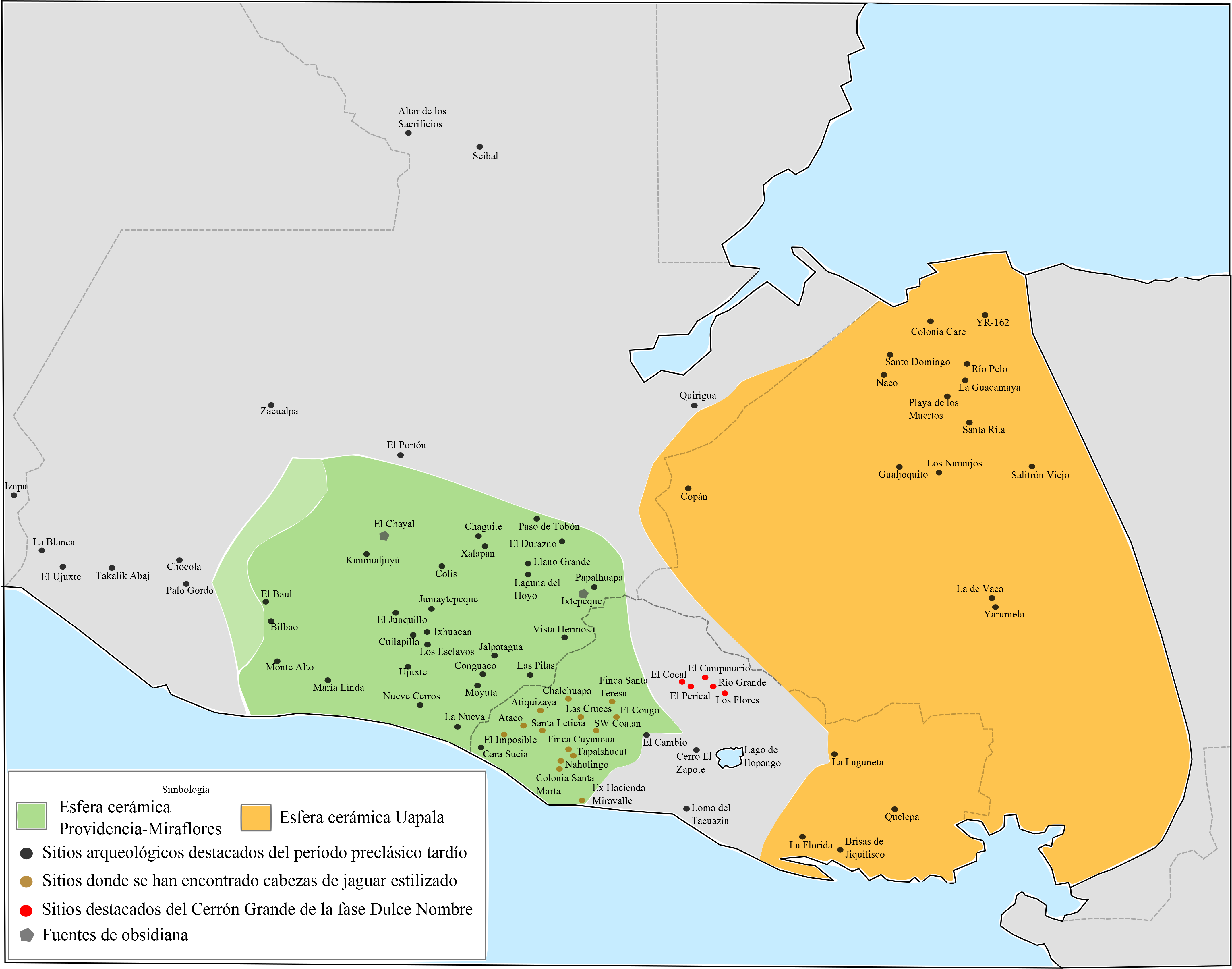
Esferas cerámicas del período preclásico tardío, en anaranjado la esfera Uapala, en la que se encontraba Copán, y que tiene su centro en Quelepa, La Laguneta (en El Salvador) Yarumela, Copán y Río Pelo (en Honduras).

Aunque las primeras estructuras arquitectónicas de piedra construidas en Copán datan del siglo IX a. C., el valle fértil del río Copán ya fue una región agrícola mucho antes. La ciudad ya era importante antes de su refundación por una élite extranjera. Aunque se encontraron algunas referencias a la historia predinástica de Copán en textos posteriores, ninguno de ellos es anterior a la refundación de la ciudad en el año 426 d. C. La información disponible sobre esta época es escasa y fragmentaria. Hay una inscripción que hace referencia al año 321 a. C., pero ningún texto explica el significado de esta fecha.
Un evento en Copán está ligado a otro evento que ocurrió 208 días antes, en el año 159, en un lugar desconocido que también se menciona en una estela de Tikal. El hecho de que el lugar también se menciona en Tikal sugiere que se trata de un sitio en la cuenca del Petén, posiblemente El Mirador, la gran ciudad maya del Preclásico. Esta fecha de 159 d. C. se menciona en diversos textos y está vinculada a una figura conocida como «Ajaw Foliado». Esta misma persona está mencionada en el cráneo tallado de un pecarí que se recuperó de la Tumba 1, donde el texto dice que está llevando a cabo alguna actividad en el año 376 d. C. con relación a una estela.

### Gobernantes
Referencias a los gobernantes predinásticos de Copán únicamente fueron encontradas en textos glíficos posteriores. Ninguno de estos textos preceden la fundación de la nueva dinastía de Copán en el año 426 d. C.

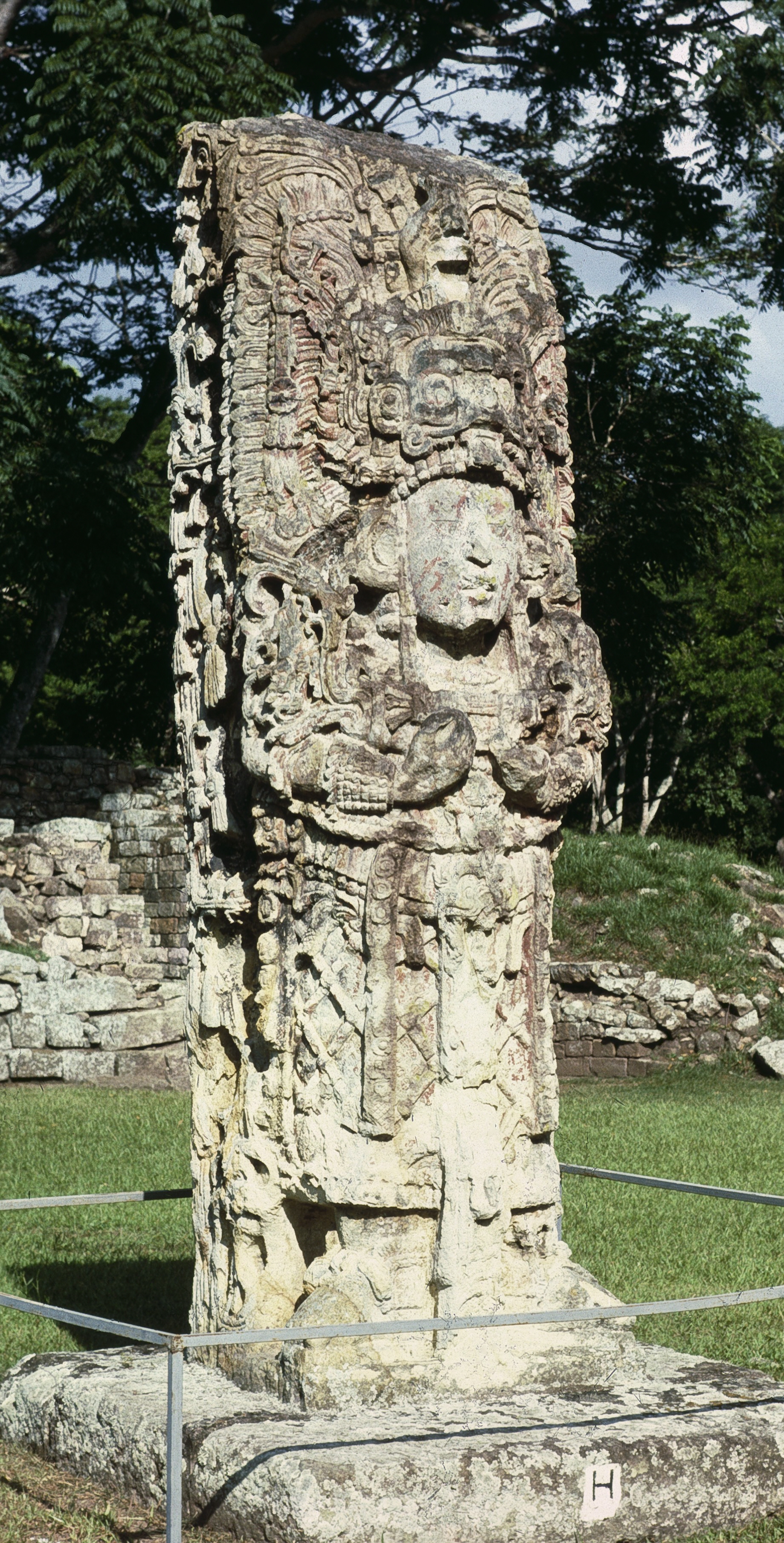
Estela H de Copán, por encargo de Uaxaclajuun Ub'aah K'awiil.

| Nombre (o sobrenombre)     | Reinado            | No de sucesión dinástica | Nombres alternativos                                   |
| -------------------------- | ------------------ | ------------------------ | ------------------------------------------------------ |
| K'inich Yax K'uk' Mo'      | 426-c.437          | 1                        | Gran Sol Primer Quetzal Guacamayo                      |
| K'inich Tz’uutz’           | c. 437             | 2                        | Coatí/Pizote Solar, K'inich Popol Hol                  |
| Nombre desconocido         | c. 455             | 3                        | Gobernante 3                                           |
| Ku Ix                      | c. 465             | 4                        | K'altuun Hix, Tuun K'ab' Hix                           |
| Nombre desconocido         | c. 476             | 5                        | Gobernante 5                                           |
| Muyal Jol                  | c. 485             | 6                        | Gobernante 6                                           |
| B'alam Nehn                | 504–544            | 7                        | Jaguar Espejo; Nenúfar Jaguar                          |
| Wil Ohl K'inich            | 532–551            | 8                        | Gobernante 8; Cabeza en la Tierra                      |
| Sak-Lu                     | 551–553            | 9                        | Gobernante 9                                           |
| Tzi-B'alam                 | 553–578            | 10                       | Luna Jaguar                                            |
| K'ak' Chan Yopaat          | 578–628            | 11                       | Yopaat Celestial de Fuego, B'utz' Chan; Humo Serpiente |
| K’ahk’ Uti’ Witz’ K’awiil  | 628–695            | 12                       | Humo Imix, Humo Jaguar, Chan Imix Kawiil               |
| Uaxaclajuun Ub'aah K'awiil | 695–738            | 13                       | 18 Conejo                                              |
| K'ak' Joplaj Chan K'awiil  | 738–749            | 14                       | Humo Mono                                              |
| K'ak' Yipyaj Chan K'awiil  | 749–763            | 15                       | Humo Concha; Humo Ardilla                              |
| Yax Pasaj Chan Yopaat      | 763–después de 810 | 16                       | Yax Pac                                                |
| Ukit Took                  | 822                | 17?                      | –                                                      |

### K'inich Yax K'uk' Mo' y K'inich Tz'uutz'

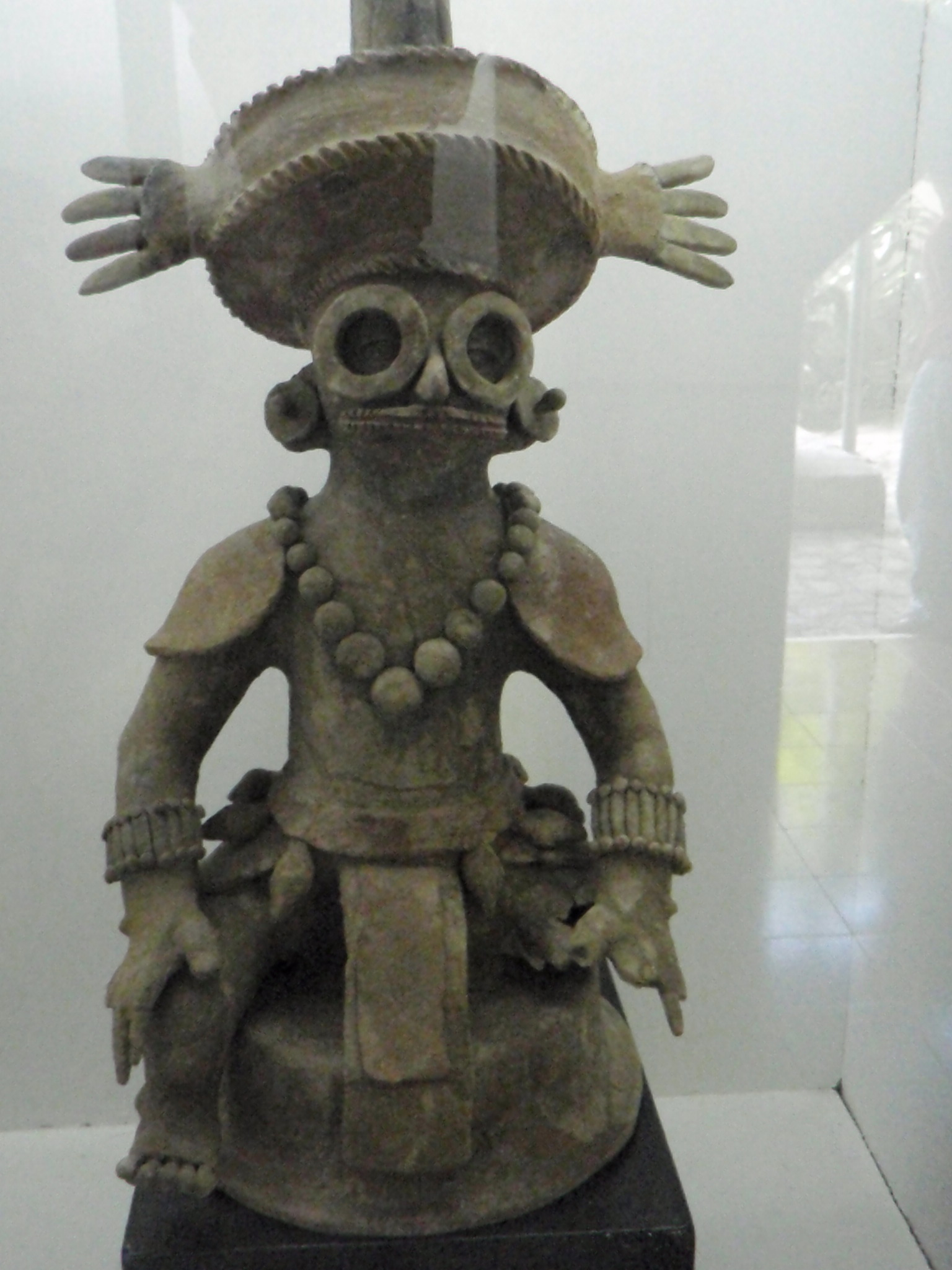
Tapa de cerámica representando a K'inich Yax K'uk' Mo', recuperado de la tumba del rey K’ahk’ Uti’ Witz’ K’awiil, debajo del Templo 26.

La ciudad fue nuevamente refundada por K'inich Yax K'uk' Mo', estableciéndola como la capital de un nuevo reino maya. Al parecer, este golpe de Estado fue organizado y puesto en marcha desde Tikal. Una serie de inscripciones epigráficas en escritura maya mencionan la llegada de un guerrero llamado K'uk' Mo' Ajaw quién se instaló en el trono de la ciudad en el año 426 d. C., recibiendo el nuevo nombre real de K'inich Yax K'uk' Mo' y el título de ochk'in kaloomte («Señor del Occidente») el mismo título utilizado una generación antes por Siyaj K'ak', un general de la gran metrópoli de Teotihuacán que había intervenido decisivamente en la política del centro de la cuenca del Petén. K'inich Yax K'uk' Mo' era probablemente cercano a Tikal y es probable que haya sido patrocinado por Siyaj Chan K'awill II, el decimosexto gobernante en la sucesión dinástica de Tikal. K'inich Yax K'uk' Mo' puede haber tratado de legitimar su posición de rey al casarse en la antigua familia real de Copán, lo que se evidencia en los restos de su presunta viuda. El análisis de los huesos de la viuda indica que era originaria de Copán. Después del establecimiento del nuevo reino de Copán, la ciudad permaneció estrechamente aliada con Tikal. El texto en el Altar Q describe como el señor esta elevada a la realeza tras recibir el cetro real. Las ceremonias involucradas en la fundación de la dinastía de Copán también incluían la instalación de un rey subordinado en Quiriguá.
Un texto de Tikal que menciona a K'uk' Mo' ha sido fechado en el año 406 d. C., 20 años antes de que K'uk' Mo'  fundara la nueva dinastía de Copán. Es probable que ambos nombres se refieren a la misma persona cercana a la élite de Tikal. El epigrafista David Stuart descubrió que la estela 63 de Copán indica la ciudad de nacimiento de K'inich' Yax K'uk' Mo', puesto que dicha estela lo nombra "UxWitza' ch'ajoom", y está claramente relacionado con un título similar que se le da a Yax K'uk' Mo' y se conserva en la Estela J posterior, donde se le nombra como el "Señor de las Tres Colinas". Uxwitza' , "Tres Colinas de Agua", es un topónimo conocido, identificable con un único sitio maya: Caracol, Belice. Allí, "Tres Colinas de Agua" se cita como nombre local en inscripciones del Clásico Temprano y Tardío, y los gobernantes de Caracol suelen ser retratados de pie sobre montañas animadas con el número 3 (de ahí 3-Witz). En resumen, la evidencia de la Estela 63 es, en opinión de Stuart, básica y difícil de ignorar: Yax K'uk' Mo' era un señor originario de Caracol. El análisis de estroncio realizado por Jane Buikstra sobre los huesos del fundador, excavados por Bob Sharer y David Sedat en la llamada tumba Hunal, indica que Yax K'uk' Mo' pasó su juventud fuera del valle de Copán, probablemente en las tierras bajas mayas centrales. La nueva evidencia histórica parece coincidir con el análisis de Buikstra. El origen en Caracol para el fundador de Copán también se ajusta a la conexión que la cerámica de Copán parece haber tenido con Belice, algo que ahora debe analizarse con mayor detenimiento. Esta conexión también podría reflejarse en la inusual mención de un gobernante posterior de Copán en la Estela 16 de Caracol. Stuart postula que Yax K'uk' Mo' nació como miembro de la nobleza de Caracol en una época en la que Copán predinástico ya era un lugar de importancia. Es posible que ya tuviera vínculos personales con Copán, pero en el año 426 d. C. viajó a Teotihuacan para recibir los emblemas y la sanción del cargo (K'awiil), y luego estableció un centro ritual —y un nuevo orden político— donde ahora se encuentra la acrópolis de Copán, poco antes del cambio de época del Bak'tun Aunque los textos mayas que se refieren a la fundación de la nueva dinastía de Copán no incluyen una descripción de la llegada de K'uk' Mo' en la ciudad, existe evidencia indirecta que sugiere que conquistó la ciudad por la vía militar. En el Altar Q es representado como un guerrero teotihuacano, con ojos saltones y un escudo de guerra del tipo serpiente. Cuando llegó a Copán inició la construcción de varias estructuras arquitectónicas, incluyendo un templo en el estilo talud-tablero típico de Teotihuacán, y otro con esquinas remetidas y molduras que son características de Tikal. Estos fuertes vínculos con la cultura de los mayas y con la del centro de México sugieren que este noble de Caracol era un maya mexicanizado. La dinastía fundada por el rey K'inich Yax K'uk' Mo' gobernó la ciudad durante cuatro siglos e incluye dieciséis reyes, además de un probable pretendiente que habría sido el decimoséptimo en la línea de sucesión. Diferentes monumentos dedicados por K'inich Yax K'uk' Mo' y su sucesor sobrevivieron.
K'inich Yax K'uk' Mo' falleció entre 435 y 437 d. C. En 1995, un equipo de arqueólogos dirigido por Robert Sharer y David Sedat descubrió una tumba debajo del templo talud-tablero Hunal. La tumba contenía el esqueleto de un hombre mayor con ricas ofrendas y con evidencia de heridas de batalla. Los restos han sido identificados como los de K'inich Yax K'uk' Mo' por su ubicación debajo de una secuencia de siete edificios erigidos en su honor. Con un análisis de hueso se determinó que los restos pertenecían a una persona que no era originario de Copán.

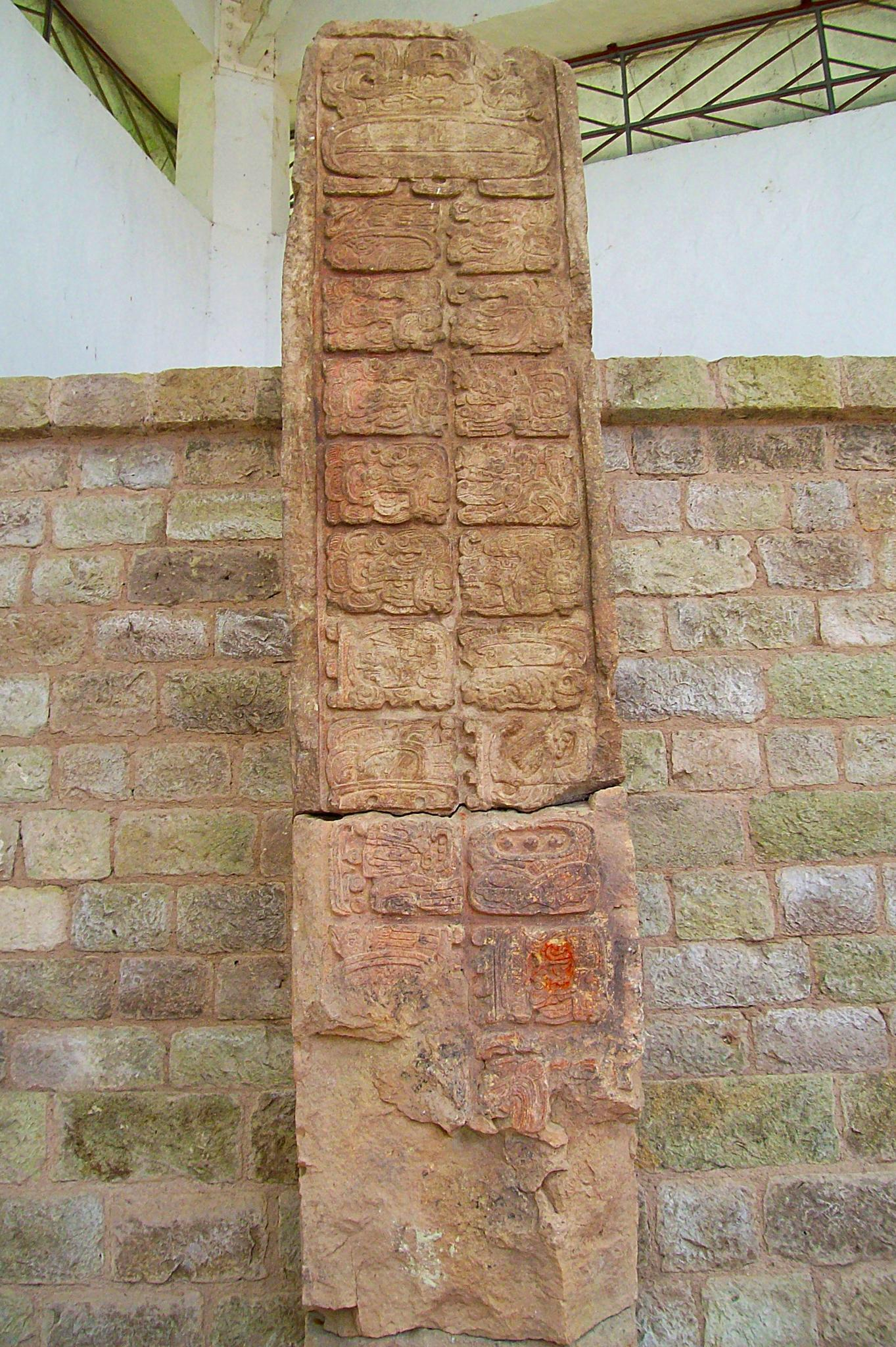
Estela 63, que probablemente data del reinado de K'inich Tz’uutz’ (Popol Hol).

K'inich Tz'uutz' heredó el trono de Copán de K'inich ax K'uk' Mo', quien era su padre. Llevó a cabo importantes proyectos de construcción, incluyendo un rediseño del centro de Copán. Popol Hol no es el nombre original de este rey, sino más bien un sobrenombre basado en la apariencia del glifo de su nombre el cual parece vinculado con Teotihuacán. K'inich Tz'uutz' supervisó la construcción de la primera versión del campo de juego de pelota mesoamericano en la ciudad, que estaba decorado con imágenes de la guacamaya roja, un ave que ocupa un lugar destacado en la mitología maya. Llevó a cabo muchas obras de construcción en el área del palacio de su padre, ahora debajo de la Estructura 10L-16, que demolió después de sepultar a su padre en este lugar. Construyó, en rápida sucesión, tres edificios sucesivos encima de la tumba.

### Otros gobernantes dinásticos tempranos
Muy poco se sabe acerca de los gobernantes 3 hasta 6 en la sucesión dinástica. Existe un fragmento de un monumento roto -reutilizado como relleno de construcción en un edificio- en que se menciona que uno de ellos era un hijo de Popol Hol.
Gobernante 3 está representado en el Altar Q que data del siglo viii, pero el glifo de su nombre se ha desprendido.
Ku Ix era el cuarto gobernante en la sucesión dinástica. Reconstruyó el templo 10L-26 en la Acrópolis, levantando una estela en este lugar y un escalón glífico en su base. Aunque este rey es también mencionado en algunos otros fragmentos de esculturas, su nombre no va acompañado de fechas. Los siguientes dos reyes en la secuencia dinástica sólo se conocen de sus esculturas en el Altar Q.
B'alam Nehn (a menudo conocido como Nenúfar Jaguar) fue el primer rey que registró su posición en la sucesión dinástica, declarando que fue séptimo en la línea de K'inich Yax K'uk' Mo'. Estela 15 menciona que ya estaba gobernando Copán por 504 d. C. B'alam Nehn es el único rey de Copán mencionado en un texto glífico de fuera de la región maya del sureste. Su nombre aparece en un texto en la Estela 16 en El Caracol, un sitio en Belice. La estela data del 534 d. C., pero el texto en sí no se entiende bien. B'alam Nehn llevó a cabo importantes proyectos de construcción en la Acrópolis, construyendo varias estructuras importantes encima de un antiguo palacio.
Wil Ohl K'inich, el octavo gobernante, es otro rey que sólo se conoce por su representación en el Altar Q. En el año 551 fue sucedido por el Gobernante 9 cuya ascensión al trono se describe en la Escalinata de los Jeroglíficos. También está representado en el Altar Q, pero gobernó durante un período muy corto de menos de dos años.
El décimo gobernante recibió el sobrenombre de Luna Jaguar por los mayistas. Era un hijo de B'alam Nehn, el séptimo gobernante y fue entronizado en mayo de 553 d. C. Los monumentos asociados con Luna Jaguar fueron encontrados en el pueblo moderno de Copán Ruinas, un sitio que fue un gran complejo durante el periodo Clásico. La construcción más famosa de su reinado es la elaborada fase rosalila del Templo 16, la cual fue descubierta intacta durante el trabajo en un túnel arqueológico, enterrado debajo de las fases posteriores del templo.

### K'ak' Chan Yopaat y K’ahk’ Uti’ Witz’ K’awiil

En verde oscuro se muestra el área donde se ha descubierto la cerámica Copador, lo cual a su vez muestra la extensión de la influencia de la ciudad Maya de Copán para el período Clásico Tardío, mientras que los puntos negros muestran algunas poblaciones actuales y sitios arqueológicos en que se ha descubierto dicha cerámica.

K'ak' Chan Yopaat fue el undécimo gobernante dinástico de Copán. Fue coronado como rey en el año 578, 24 días después de la muerte de Luna Jaguar. Durante su reinado Copán experimentó un crecimiento poblacional sin precedentes, y el uso residencial de la tierra se extendía a toda la tierra disponible en el valle de Copán. Las dos estelas de K'ak' Chan Yopaat contienen largos textos glíficos, difíciles de descifrar. Son los más antiguos monumentos sobrevivientes del sitio que no fueron roto o enterrado. El reinado de K'ak' Chan Yopaat, quien murió el 5 de febrero de 628, duró 49 años. Su nombre está grabado en cuatro estelas que fueron erigidas por sus sucesores, una de las cuales describe un rito realizado con las reliquias de su tumba en el año 730, casi cien años después de su muerte.
K’ahk’ Uti’ Witz’ K’awiil fue coronado 16 días después de la muerte de K'ak' Chan Yopaat. Se cree que fue el rey de Copán con el más largo reinado, gobernando desde 628 hasta 695. Nació probablemente en el año 612 y fue instalado en el trono a la edad de 15 años. Los arqueólogos no recuperaron mucha evidencia de actividad durante los primeros 26 años de su reinado, pero en el año 652 hubo un notable y repentino aumento en la producción de monumentos, con dos estelas erigidas en la Gran Plaza y otras cuatro en lugares importantes en el valle de Copán. Todos estos monumentos celebraron un final de katún. También erigió una estela en el sitio de Santa Rita, ubicado a 12 km del centro de Copán y es mencionado en el Altar L de Quiriguá en relación con el mismo evento en 652. Se cree que estaba tratando de imponer su autoridad en todo el valle, después de que cesaron ciertas restricciones a su libertad de gobernar como él deseaba.
Después de esta repentina oleada de actividad, K’ahk’ Uti’ Witz’ K’awiil continuó gobernando casi hasta el final del siglo vii. Dedicó otros nueve monumentos conocidos y realizó importantes cambios en la arquitectura de Copán, incluyendo la construcción de la Estructura 2, que cierra el lado norte de la Gran Plaza y una nueva versión del Templo 26, apodado Chorcha. Su nombre se ha encontrado también en la inscripción de un frasco descubierto en la tumba 20, ubicada en la estructura B1-1e de Tazumal (en Chalchuapa, El Salvador); ese sitio, al igual que otros como Joya de Cerén y San Andrés, se verían inmersos en la hegemonía de Copán, como se observa en que tanto en esos sitios como en Copán era predominante la cerámica Copador durante el clásico tardío, la cual se empezó a utilizar en Copán durante el gobierno de K’ahk’ Uti’ Witz’ K’awiil.
En total, K’ahk’ Uti’ Witz’ K’awiil, gobernó Copán durante 67 años y murió el 15 de junio 695 a la edad de 79 años, una edad tan distinguida que se utilizaba en lugar de su nombre para identificarlo en el Altar Q. Su tumba ya había sido preparada en la fase Chorcha del Templo 26 y fue enterrado a sólo dos días después de su muerte.

### Uaxaclajuun Ub'aah K'awiil

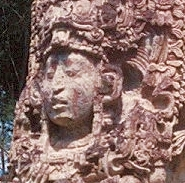
Detalle de Estela H que representa al rey Uaxaclajuun Ub'aah K'awiil.

Uaxaclajuun Ub'aah K'awiil fue coronado en julio de 695 d. C. como el decimotercer rey en la sucesión dinástica de Copán. Vivió a la vez el apogeo de los logros de Copán y uno de los peores desastres políticos de la ciudad. Durante su reinado el estilo escultórico de la ciudad se convirtió en la característica escultura redondeada completa de Copán. 
En el año 718, Copán derrotó y quemó la ciudad no identificada de Xkuy, registrando el incendio en un inusual cilindro de piedra. En el año 724 d. C. Uaxaclajuun Ub'aah K'awiil instaló K'ak' Tiliw Chan Yopaat como su vasallo en el trono de Quiriguá. Uaxaclajuun Ub'aah K'awiil tenía suficiente confianza en su propio poder para incluir a Copán entre los cuatro estados más poderosos de la región maya, junto con Tikal, Calakmul y Palenque, como fue registrado en la Estela A. En contraste con su predecesor, Uaxaclajuun Ub'aah K'awiil concentró sus monumentos en el centro del sitio de Copán. La primera fue la Estela J, fechado en el año 702 y erigida en la entrada oriental de la ciudad.
Hasta el año 736 continuó erigiendo otras siete estelas de alta calidad que se consideran obras maestras de la escultura maya del clásico, elaboradas con tal maestría de los detalles que representan el más alto pináculo de los logros artísticos maya. Las estelas representan el rey Uaxaclajuun Ub'aah K'awiil en forma ritual, llevando los atributos de una variedad de deidades, incluyendo B'olon K'awiil, K'uy Nik Ajaw y Mo' Witz Ajaw. El rey también llevó a cabo importantes obras de construcción, entre ellas una nueva versión del Templo 26 que tenía la primera versión de la Escalinata de los Jeroglíficos, además de dos templos que se perdieron por la erosión causado por el río Copán. También encerró la fase Rosalila del Templo 16 dentro de una nueva fase de construcción. Remodeló el juego de pelota y luego lo demolió para construir un nuevo en su lugar.
Uaxaclajuun Ub'aah K'awiil sólo recientemente había dedicado el nuevo juego de pelota en el año 738, cuando sucedió un evento inesperado y desastroso para la ciudad. Doce años antes había instalado K'ak' Tiliw Chan Yopaat como su vasallo en el trono de Quiriguá. En 734 el rey de Quiriguá había demostrado que ya no era un subordinado obediente cuando comenzó a referirse a sí mismo como k'ul ajaw, «santo señor» y no simplemente como ajaw o señor subordinado. K'ak' Tiliw Chan Yopaat aparentemente se aprovechó de las rivalidades políticas regionales y se alió con Calakmul, el enemigo jurado de Tikal. Mientras que Copán mantuvo una firme alianza con Tikal, Calakmul utilizó su nueva alianza con Quiriguá para socavar a Copán como aliado clave de Tikal en el sur.
Aunque se desconocen los detalles exactos, en abril de 738 K'ak' Tiliw Chan Yopaat logró capturar a Uaxaclajuun Ub'aah K'awiil y quemó dos de las deidades patronas de Copán. Seis días después Uaxaclajuun Ub'aah K'awiil fue decapitado en Quiriguá. Este golpe de Estado no parece haber afectado a Copán ni a Quiriguá en términos físicos, es decir, no hay evidencias de que cualquier de las ciudades fuera atacada en este momento ni que el vencedor hubiera recibido algún homenaje visible. Esto parece implicar que K'ak' Tiliw Chan Yopaat de alguna manera logró emboscar a Uaxaclajuun Ub'aah K'awiil, en lugar de haberlo derrotado en una batalla abierta. Se ha sugerido que Uaxaclajuun Ub'aah K'awiil estaba en vías de atacar a otro sitio para conseguir cautivos para el sacrificio con el fin de dedicar el nuevo juego de pelota, cuando fue emboscado por K'ak' Tiliw Chan Yopaat y sus guerreros de Quiriguá.
En el Clásico Tardío, una alianza con Calakmul se asociaba frecuentemente con la promesa de apoyo militar. El hecho de que Copán, una ciudad mucho más poderosa que Quiriguá, no tomó represalias en contra de su antiguo vasallo implica que temía la intervención militar de Calakmul. Calakmul en sí era lo suficientemente alejado de Quiriguá para que K'ak' Tiliw Chan Yopaat no tuvo que temer de ser reducido a un estado vasallo, aunque es probable que Calakmul envió guerreros para ayudar en la derrota de Copán. La alianza más bien parece haber sido una de ventajas mutuas: Calakmul logró debilitar a un aliado poderoso de Tikal, mientras que Quiriguá obtuvo su independencia. Para Copán la derrota tuvo consecuencias a largo plazo. Pararon las construcciones mayores y no se erigieron nuevos monumentos durante los siguientes 17 años.

### Gobernantes posteriores

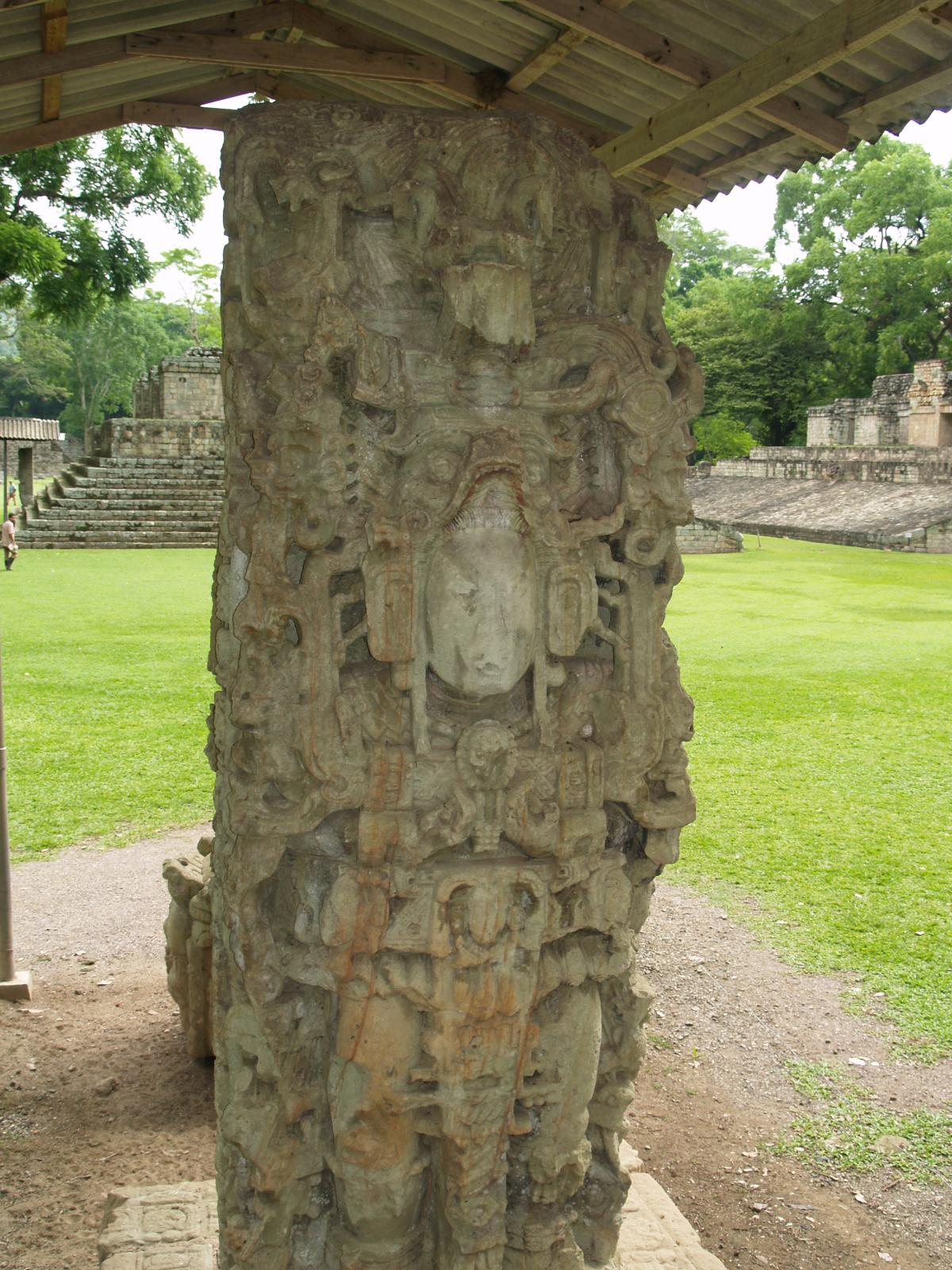
Estela N, con una representación de K'ak' Yipyaj Chan K'awiil.

K'ak' Joplaj Chan K'awiil fue instalado como el decimocuarto gobernante de la dinastía de Copán el 7 de junio 738 d. C., 39 días después de la ejecución de Uaxaclajuun Ub'aah K'awiil. Poco se sabe de su reinado por la falta de monumentos levantados después de la inesperada victoria de Quiriguá. La derrota de Copán tuvo implicaciones más amplias debido al fraccionamiento del dominio de la ciudad y la pérdida de la importante ruta comercial del río Motagua en benificio de Quiriguá. La subsecuente caída en los ingresos de Copán y su correspondiente aumento en Quiriguá era evidente, considerando la masiva puesta en marcha de nuevos monumentos y de nuevas estructuras arquitectónicas en Quiriguá. Copán incluso puede haber estado sumiso a su antiguo vasallo. K'ak' Joplaj Chan K'awiil falleció en enero de 749.
El siguiente gobernante era K'ak' Yipyaj Chan K'awiil, hijo de K'ak' Joplaj Chan K'awiil. El primer período de su reinado cayó dentro del receso de Copán, pero más tarde, con el fin de recuperarse del desastre anterior inició un programa de renovación de la ciudad. Construyó una nueva versión del Templo 26, volviendo a instalar la Escalinata de los Jeroglíficos en cima de la escalera existente, duplicando su longitud. Se instalaron cinco estatuas de gobernantes de tamaño natural, sentados en la escalera. K'ak' Yipyaj Chan K'awiil murió a inicios de la década de 760 y es probable que haya sido enterrado en el Templo 11, aunque la tumba aún no ha sido excavada.
Yax Pasaj Chan Yopaat era el siguiente gobernante, el decimosexto en la dinastía fundada por K'inich Yax K'uk' Mo', aunque no parece haber sido un descendiente directo de su predecesor. Subió al trono en junio de 763 y podría haber tenido sólo 9 años de edad. No produjo estelas monumentales, pero dedicó textos glíficos que fueron integrados en la arquitectura de la ciudad y en pequeños altares. Los textos glíficos solo hacen una vaga referencia a su padre, pero su madre era una mujer que pertenecía a la nobleza de la lejana ciudad de Palenque en México. En 769 construyó la plataforma del Templo 11 en cima de la tumba del rey anterior y añadió una superestructura de dos pisos que se terminó en el año 773. Alrededor del año 776, completó la versión final del Templo 16 sobre la tumba del fundador. En la base del templo, puso el famoso Altar Q, que muestra cada uno de los 16 gobernantes de la ciudad, desde K'inich Yax K'uk' Mo' hasta Yax Pasaj Chan Yopaat mismo, con un texto glífico en la parte superior describiendo la fundación de la dinastía. A finales del siglo viii, la nobleza se había vuelto más poderosa, levantando palacios con bancos glíficos que fueron tan ricamente construidos como los del propio rey. Al mismo tiempo, los satélites locales exhibían su propio poder local, como se demuestra por el gobernante de Los Higos quién erigió su propia estela en el año 781. Hacia el final del reinado de Yax Pasaj Chan Yopaat, la ciudad de Copán estaba luchando con la sobrepoblación y la falta de recursos locales, resultando en una fuerte caída del nivel de vida de la población. Yax Pasaj Chan Yopaat pudo celebrar su segundo katún en el año 802 con su propio monumento, pero la participación del rey en la ceremonia del fin de katún de 810 d. C. solo estuvo marcado en Quiriguá, no en Copán mismo. En esta época, la población de la ciudad alcanzó más de 20.000 habitantes y desde hace mucho tiempo había sido necesario de importar artículos de primera necesidad desde el exterior.
Los tiempos perturbados que envolvían a Copán en esta época son evidentes en la tumba funeraria de Yax Pasaj Chan Yopaat, que lleva esculturas del rey realizando danzas de guerra con lanza y escudo en la mano. La columna esculpida en el santuario del templo tiene un texto glífico que dice «derrocamiento de la fundación de la casa», lo que podría referirse a la caída de la dinastía de Copán. Cuando Ukit Took', el último rey conocido, llegó al trono el 6 de febrero de 822, el valle de Copán era fuertemente sobrepoblado y seriamente afectado por la escasez y las enfermedades. Ukit Took' encargó el Altar L en el estilo del Altar Q, pero el monumento nunca fue terminado — una de sus caras muestra la entronización del rey, la segunda cara solo se inició y los otras dos quedaron en blanco. La larga línea de reyes de la otrora gran ciudad había llegado a su fin. Antes de su caída final, incluso la nobleza se vio afectada por las enfermedades, quizás porque las epidemias entre las masas desnutridas se extendieron también a la élite. Con la desaparición de la autoridad política en la ciudad, la población cayó a una fracción de lo que había sido en su apogeo. En el período Posclásico el valle fue ocupado por pobladores que se apropiaron de las piedras de la arquitectura monumental de la ciudad con el fin de construir sus propios plataformas para casas sencillas.

### Historia moderna
La primera mención de Copán se hizo en una carta en el período colonial temprano, fechada el 8 de marzo de 1576. La carta fue escrita por el montañés Diego García de Palacio, un miembro de la Real Audiencia de Guatemala, al rey Felipe II de España, diciendo entre otros:
«[…] en el primer lugar de la provincia de Honduras que se llama Copán, están unas ruinas y vestigios de gran población y de soberbios edificios tales que parece que en ningún tiempo pudo haber en tan bárbaro ingenio como tienen los naturales de aquella provincia, edificios de tanto arte y suntuosidad, es ribera de un hermoso río y en unos campos bien situados de tierra de un mediano temple, harta de fertilidad y de mucha caza y pesca. En dichas ruinas hay montes que parecen haber sido hechos a mano y en ellas muchas cosas de notar. Antes de llegar a ellos se encuentra una piedra grandísima en figura de águila y hecho en su pecho un cuadro de una vara de largo y en él, ciertas letras que no se sabe que sean.»
El explorador francés Jean-Frédéric de Waldeck visitó el lugar en el siglo xix y pasó un mes dibujando las ruinas. El coronel Juan Galindo dirigió una expedición a las ruinas en 1834 en nombre del gobierno de Guatemala y escribió artículos sobre el sitio para publicaciones en Inglaterra, Francia y América del Norte. John Lloyd Stephens y Frederick Catherwood visitaron Copán, e incluyeron una descripción, mapa y dibujos detallados en el relato Incidents of Travel in Central America, Chiapas and Yucatán de Stephens, publicado en 1841. El sitio fue visitado posteriormente por el arqueólogo británico Alfred Maudslay. Varias expediciones patrocinadas por el Museo Peabody de la Universidad de Harvard trabajaron en Copán durante el siglo xx. La Institución Carnegie también patrocinó proyectos en el sitio en conjunto con el gobierno de Honduras.
Los edificios de Copán sufrieron significativamente de las fuerzas de la naturaleza en los siglos entre el abandono del sitio y el redescubrimiento de las ruinas. Después del abandono de la ciudad el río Copán gradualmente cambió su curso. Uno de los meandros del río causó la destrucción de la parte oriental de la acrópolis (revelando la estratigrafía arqueológica con un largo corte vertical) eliminando varios conjuntos arquitectónicos subsidiarios, incluyendo al menos un patio y 10 edificios del Conjunto 10L-2. El corte causado por la erosión fluvial representa una característica arqueológica importante del yacimiento ya que la erosión creó un perfil vertical de la acrópolis, que mide 37 m de altura en su punto más alto y 300 m de largo. El Instituto Carnegie realizó trabajos para redirigir el río y salvar la zona arqueológica, aunque varios edificios registrados en el siglo xix ya habían sido destruidos además de una porción desconocida de la acrópolis que se perdió por la erosión antes de que pudiera ser registrada. 
A fin de evitar una mayor destrucción de la acrópolis, el Instituto Carnegie desvió el río en la década de 1930. El antiguo cauce seco fue rellenado y el corte fue estabilizado en los años 1990. Las Estructuras 10L–19, 20, 20A y 21 fueron destruidas por el río Copán, pero ya habían sido registradas por los investigadores en el siglo xix.
Copán fue declarado Patrimonio de la Humanidad en 1980 por UNESCO. La UNESCO también aprobó el financiamiento de diversas obras en el sitio entre 1982 y 1999 con un monto de $ 95.825. El saqueo sigue siendo una seria amenaza para Copán. Una tumba fue saqueada en 1998 cuando estaba siendo excavada por los arqueólogos.
Cronología de la exploración del sitio arqueológico de Copán
- 1506. Los exploradores españoles llegan por primera vez a la denominada «Rivera Maya».
- 1507. El almirante Cristóbal Colón sostiene el primer encuentro con los mayas en son de conquista.
- 1518. El conquistador Hernán Cortes llega a Yucatán con intenciones de apoderarse de los territorios mayas.
- 1527. El adelantado español Francisco de Montejo sostiene varias batallas con las tribus mayas para someter la ciudad sagrada de Chichen Itza, cercana a la ciudad maya de Copantl.
- 1530. En la ciudad de Venecia en Italia se publica un informe que menciona que «Los Mayas vivían en ciudades estados».
- 1548. Año en que todos los territorios mayas son sometidos por los conquistadores españoles, con excepción del reino itzá en Nojpetén (Tayasal).
- 1576. Diego García de Palacio rinde el informe al rey Felipe II de España, sobre el descubrimiento de unas ruinas de una ciudad de origen desconocido, fechado en 8 de marzo.
- 1834. El coronel John Gallagher de nacionalidad irlandés, es encomendado para realizar una expedición en el sitio arqueológico, quien logra marcar en un mapa su ubicación.
- 1838. John Lloyd Stephens, un cronista norteamericano, y Frederick Catherwood de nacionalidad inglesa, son los primeros en estudiar las inscripciones mayas, aunque en sus ensayos manifiestan lo difícil que es hacerlo por la no-cooperación del gobierno; al cabo de un tiempo escriben un libro denominado Incidentes de viaje en Centroamérica Chiapas y Yucatán (1841).
- 1841. La Casa Harper publica 12 ediciones del libro de Copán.
- 1845. Una moción para la protección de los restos arqueológicos de la civilización maya es presentada al gobierno hondureño; la moción fue aprobada mediante Acuerdo n.º 4 de fecha 8 de enero de 1845, siendo el promotor el señor Victoriano Castellanos Cortes.
- 1864. El abate Brasseur de Bourbourg visita el sitio de Copán y en su carta de fecha 20 de enero de ese año, enviada a la academia de inscripciones y Bellas Artes de Madrid, menciona la belleza encontrada en Copán, las estructuras, obeliscos e inscripciones glíficas, agregando que los señores ingleses Rob Owen y Osbert Salm han tomado fotografías de los restos.[73]
- 1881. Alfred Maudslay de nacionalidad inglesa, realiza un estudio más profundo del sitio arqueológico de Copán.
- 1885. Maudslay trae al sitio arqueológico de Copán un equipo científico para datar fechas, su exploración dura alrededor de quince años y algunas piezas son llevadas al Museo Británico.
- 1891-1892. Llega al sitio de Copán el fotógrafo Marshall Saville para realizar tomas del sitio.
- 1891 (20 de julio) El Museo Peabody de Arqueología y Etnología de Harvard, Estados Unidos de América, se lleva un sinnúmero de reliquias de los mayas para su estudio, desmantelando muchos yacimientos, templos y monumentos de la acrópolis.
- 1891. Se realiza el primer estudio topográfico del sitio arqueológico a cargo del topógrafo estadounidense Hugo W. Price, quien además fue el primer director del campamento de investigaciones arqueológicas.
- 1891. El director del campamento John G. Owens y George Byron Gordon realizan estudios y excavaciones durante cinco años; al cabo de su jornada publican tres informes sobre sus descubrimientos entre los años 1896 y 1902.
- 1892-1893. Segunda expedición de fotógrafos en el sitio de Copán a cargo de Edmund Lincoln de 23 años de edad.
- 1893. El Licenciado Carlos Madrid rinde un informe acerca de los estudios en el sitio arqueológico y sobre la falta de logística experimentada y el trato dado a las valiosas piezas mayas.
- 1894-1895. Tercera y cuarta expedición de fotógrafos al sitio de Copán, esta vez a cargo de Robert Burkitt, de las que se obtienen buenos documentales en imágenes.
- 1911. El arqueólogo Sylvanus Morley publica su libro Copán, la madre de las ciudades mayas conforme al minucioso estudio realizado por él mismo en el sitio de Copán.
- 1929. El doctor Herbert J. Spinden escribe en su libro la teoría que «La fiebre amarilla liquidó a la civilización Maya».
- 1934. Siendo presidente de la república el doctor y general Tiburcio Carias Andino solicita soporte y ayuda técnica a la Fundación Carnegie, con el fin de darle estudio y conservación al sitio arqueológico, es enviado el arqueólogo Gustavo Stromsvisk con el objeto de hacer unas restauraciones a las esculturas, acompañándolo un equipo de especialistas incluyendo los investigadores Autrey Trick, Jonh Longyear, Tatiana Proskouriakoff y Edwin Shook.
- 1935. Se da inicio a la restauración del sitio de Copán, la Acrópolis y plaza, la Escalinata de los jeroglíficos, el Templo 11 y Templo 22 de Venus, los altares y las 38 estelas.
- 1939. Se funda el Museo Regional de Arqueología en el municipio de Copán Ruinas.
- 1970. Son encontradas alrededor de 1,500 osamentas en excavaciones realizadas por el Cetro Regionl de Investigación Arqueológicas (CRIE).
- 1972. (30 de abril) En este año se abre al pueblo y a los forasteros el sitio Arqueológico de Copán. Muchas personas deciden visitarlo.
- 1973. El gobierno de Honduras inicia con los trabajos de ingeniería para poder drenar o retirar de su cauce original al río Copán del sitio arqueológico.
- 1975. Empiezan los trabajos de investigaciones arqueológicos a cargo del doctor Gordon Willey bajo el auspicio del Museo Peabody de la Universidad de Harvard en los Estados Unidos de América.
- 1978. El gobierno de Honduras, con financiamiento del Banco Centroamericano de Integración Económica (BCIE), da inicio a la primera fase del Proyecto Arqueológico Copán (PAC), bajo la dirección del arqueólogo Francés Claude Baudez.
- 1980. Se inicia la segunda fase del Proyecto Arqueológico Copán (PAC II), bajo la dirección del arqueólogo William T. Sanderz, con financiamiento del Banco Mundial. En esta fase se restaura el Conjunto Principal y el Conjunto de los Cementerios.
- 1980. La UNESCO declara al sitio de Copán como Patrimonio de la Humanidad.
- 1988. El arqueólogo William L. Fash descubre el Templo Papagayo y la Estela 63.
- 1989. El arqueólogo hondureño Ricardo Agurcia Fasquelle descubre dentro de la estructura del Templo 10L-16 el Templo Rosalila.
- 1992. Debajo del Templo Papagayo (Estructura 10L-26) el arqueólogo William L. Fash hace otro hallazgo; esta vez es un disco marcador «Motmot» con retratos de los reyes K'inich Yax K'uk' Mo' y K'inich Tz'uutz' (erróneamente llamado K'inich Popol Hol anteriormente).
- 1993. El arqueólogo Ricardo Williamson descubre un entierro real en el interior de la construcción de la Escalinata de los jeroglíficos.
- 1995. los doctores David Sedat y Robert Sharer descubren un entierro real en las cercanías de «Las tumbas» en la cual logran preservar un exquisito relieve en estuco que expresa el nombre del rey Yax Kuc Mo (Kuk Quetzal Mo) y una máscara del Dios Sol.
- 1999. El Instituto Hondureño de Antropología e Historia (IHAH) abre al público dos túneles. Aunque existe una vasta red de estos túneles en el sitio, muchos están cerrados a los visitantes por su peligrosidad y otros porque están en estudio.
- 2003 y 2004. excavaciones realizadas en un grupo de 21 viviendas del complejo habitacional, se encuentran restos de un niño de unos 12 años perteneciente a la realeza maya copaneca, encontrados por el arqueólogo japonés Nakamura.
- 2007. (mayo) Se encuentra una tumba en el área de la Acrópolis durante las excavaciones a cargo del arqueólogo Allan Maca de la Universidad de Colgate de Estados Unidos en cooperación con el Proyecto de arqueología de la antigua Copán (PAPAC). Los trabajos están realizados en el bosque de la zona suroeste, o K11-6, en cuyos montículos podrían encontrarse nuevos descubrimientos. En la tumba encontraron piezas de cerámica, vasijas policromadas del siglo vii, una osamenta aparentemente de un hombre de 50 años que murió por osteoporosis e infección en la cabeza según los estudios.
- 2008. Se comienzan con las excavaciones para conocer el tamaño y dimensiones de la Estructura Oropendola encontrada en 1988 debajo del Templo 10L-16.
- 2016, (noviembre) Son encontrados dos fosas en el Parque Arqueológico de Copán, en la que los investigadores arqueólogos japoneses enconraron seis osamentas.[74]

## Descripción del sitio

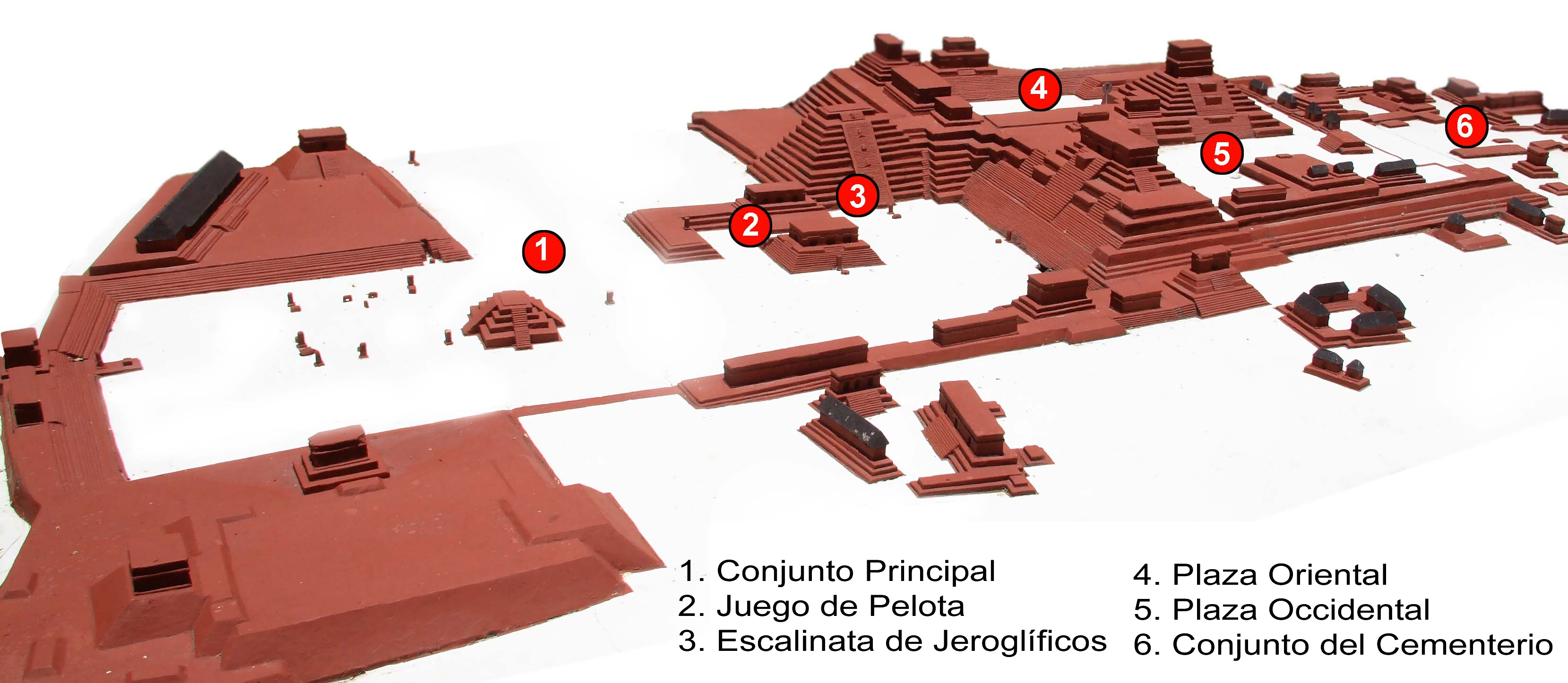
Mapa del centro de Copán.

El sitio de Copán está compuesto de varios conjuntos arquitectónicos. El Conjunto Principal y el Conjunto del Cementerio se encuentran en el núcleo del sitio y son conectados con el Conjunto de las Sepulturas al noreste por medio de un sacbe (calzada). El centro de Copán tenía una densidad de 1449 estructuras por kilómetro cuadrado. Al incluir el área alrededor del centro, con una superficie de 24,6 km², esta densidad se redujo a 143 estructuras/km².
Copán es conocido por una serie de estelas con retratos, la mayoría de las cuales fueron colocadas a lo largo de vías procesionales en la plaza central de la ciudad y en la Acrópolis, un gran complejo con pirámides, plazas y palacios. El sitio cuenta también con un largo campo para el juego de pelota mesoamericano. El campo de juego se encuentra entre dos edificios paralelos que enmarcan un rectángulo de dimensiones exactas.

### Conjunto principal

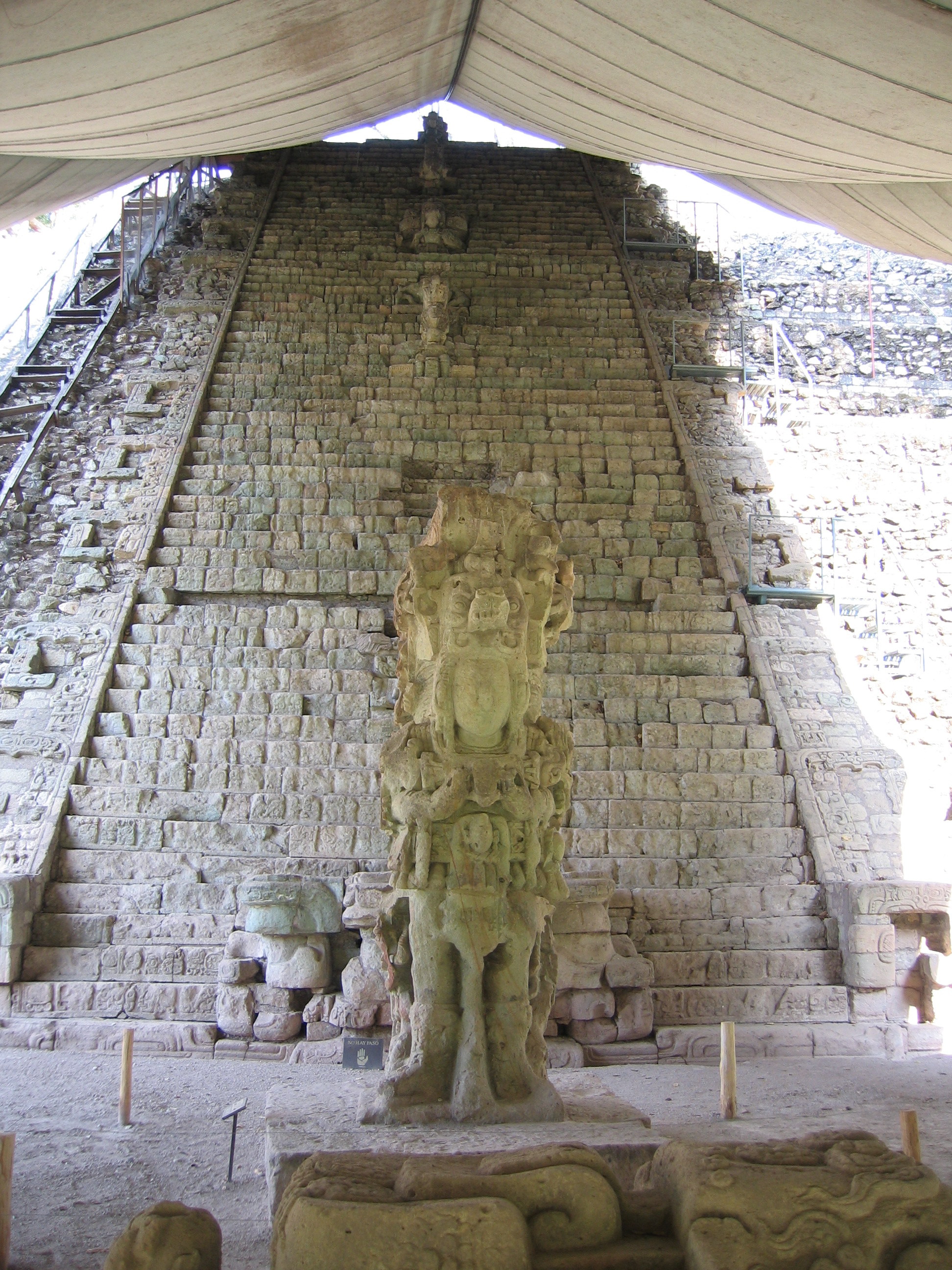
Estela M y la Escalinata de Jeroglíficos.

El Conjunto Principal representa el núcleo de la antigua ciudad y cubre un área de 600 por 300 metros. Los componentes más importantes incluyen la Acrópolis, un complejo real construido en el lado sur, y un conjunto de estructuras más pequeñas y plazas interconectadas al norte, incluyendo la Escalinata de los Jeroglíficos y el campo del juego de pelota. La Plaza de los Monumentos contiene la mayor concentración de monumentos esculpidos del sitio.
La Acrópolis, ubicado en el corazón de Copán, era el complejo real. Se compone de dos plazas que se conocen como Plaza Occidental y Plaza Oriental. Ambas están encerradas por estructuras elevadas. Los arqueólogos excavaron extensos túneles bajo la Acrópolis, revelando el desarrollo arquitectónico del complejo a lo largo de los siglos en el corazón de Copán. También descubrieron varios textos glíficos que datan del Clásico Temprano y verificaron la información sobre los primeros gobernantes dinásticos de la ciudad que fue registrada en el Altar Q cientos de años más tarde. Los túneles más profundos revelaron que las primeras estructuras monumentales que subyacen la Acrópolis, datan de principios del siglo v, cuando K'inich Yax K'uk' Mo' estableció la dinastía real. Estos primeros edificios fueron construidos de piedra y adobe en cima de estructuras más antigua de tierra y adoquines que datan del período predinástico. Los dos estilos de construcción se superponen en cierta medida con algunas de las estructuras de tierra que se expandieron durante los primeros cien años de la historia dinástica de la ciudad. Los primeros edificios dinásticos de mampostería de la Acrópolis incluyen varios con el estilo de Tikal y uno construido en el estilo talud-tablero asociado con Teotihuacán, aunque en aquel momento la forma talud-tablero ya estaba en uso tanto en Tikal y Kaminaljuyú, como en el centro de México.
La Estructura 10L-4 es una plataforma con cuatro escaleras, situada junto a la Plaza de los Monumentos.
La Estructura 10L-11 se encuentra al lado oeste de la Acrópolis. Cierra el lado sur de la plaza de la Escalinata de Jeroglíficos y se accede de la misma a través de una ancha escalera monumental. Esta estructura parece haber sido el palacio real de Yax Pasaj Chan Yopaat, el decimosexto gobernante en la sucesión dinástica y el último rey conocido de Copán. La Estructura 10L-11 fue construida en cima de varias estructuras anteriores, una de las cuales probablemente contiene la tumba de su predecesor K'ak' Yipyaj Chan K'awiil.
Un pequeño túnel desciende en el interior de la estructura, posiblemente en la tumba, pero aún no ha sido excavado por los arqueólogos. En 769 Yax Pasaj Chan Yopaat construyó una nueva plataforma de un templo encima de la tumba de su predecesor. Encima de esta construyó una superestructura de dos pisos con un techo esculpido que representa el cosmos mitológico. En cada una de las esquinas del lado norte se encontraba una gran escultura Pawatun (un grupo de deidades que apoyaban al cielo). Esta superestructura tenía cuatro entradas con paneles de glifos esculpidos directamente en las paredes del edificio. Un banco dentro de la estructura, ahora en el Museo Británico, representa la ascensión al trono del rey, supervisada por deidades y ancestros.
| Fase      | Rey                        | Fecha             |
| --------- | -------------------------- | ----------------- |
| Hunal     | K'inich Yax K'uk' Mo'      | Inicios siglo v   |
| Yehnal    | K'inich Tz'uutz'           | Mediados siglo v  |
| Margarita | K'inich Tz'uutz'           | Mediados siglo v  |
| Rosalila  | Balam Nehn                 | Mediados siglo vi |
| Púrpura   | Uaxaclajuun Ub'aah K'awiil | Inicios siglo vii |

La Estructura 10L-16 (o Templo 16) es un templo-pirámide que representa la parte más alta de la Acrópolis y que está situado entre la Plaza Oriental y la Plaza Occidental en el centro de la antigua ciudad. El Templo está en frente de la Plaza Occidental en la Acropolis y fue dedicado a K'inich Yax K'uk' Mo', el fundador de la dinastía. El templo fue construido en cima de la parte superior del palacio original y tumba del rey. Es la versión final de un número de templos construidos uno encima del otro, una práctica común en Mesoamérica. La primera versión de este templo, cuyo sobrenombre es Hunal, fue construida en el estilo arquitectónico talud-tablero típico de Teotihuacán. En las huellas supervivientes de las paredes interiores se encontraron restos de pinturas murales en colores vivos. El rey fue enterrado con ricas ofrendas de jade en una cripta abovedada, excavada en el suelo de la fase Hunal del edificio. K'inich Tz'uutz', hijo del fundador, demolió el palacio de su padre y construyó una plataforma en la parte superior de su tumba, llamada Yehnal por los arqueólogos. Fue construida en el estilo distintivo de los mayas del Petén e incluía máscaras pintadas de rojo de K'inich Tajal Wayib', el dios del sol. Dentro de una década de su construcción, esta plataforma fue encerrada dentro de otra plataforma mucho más grande. Esta plataforma mayor ha sido nombrada Margarita y tenía paneles de estuco que flanqueaban la escalinata de acceso que llevaba las imágenes entrelazadas de quetzales y guacamayos, que forman parte del nombre de K'inich Yax K'uk' Mo'. La fase Margarita contenía la tumba de una mujer anciana, apodada «Señora en Rojo». Se trata probablemente de la viuda de K'inich Yax K'uk' Mo' y la madre de K'inich Tz'uutz'. La sala superior del templo de la fase Margarita fue transformada para la recepción de ofrendas. La inusual piedra Xukpi, un monumento de dedicación utilizado en una de las fases anteriores, se volvió a utilizar en esta fase posterior.

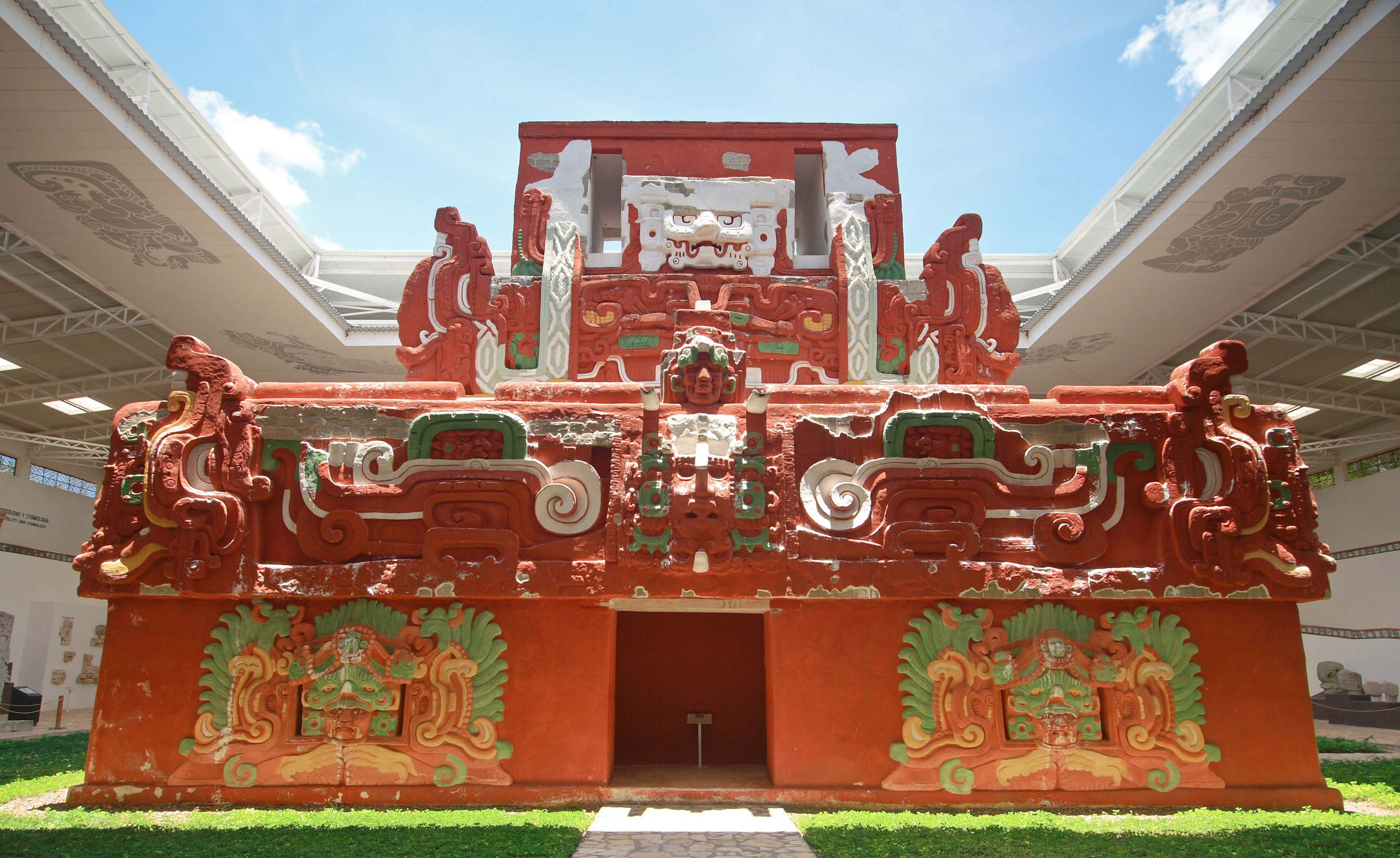
Una reconstrucción del templo Rosalila en el museo de Copán.

Una de las fases mejor conservadas del Templo 16 es la fase Rosalila que fue construida sobre los restos de cinco versiones anteriores del templo. El arqueólogo Ricardo Agurcia descubrió el santuario casi intacto, mientras excavando un túnel por debajo de la versión final del templo. La fase Rosalila es notable por su excelente estado de conservación e incluye el edificio entero, desde la plataforma de base hasta la crestería y la muy elaborada decoración de estuco pintado. Esta decoración representa a K'inich Yax K'uk' Mo' situado en el centro de un cuadro mitológico, combinando el fundador de la dinastía con la deidad del cielo Itzamná en forma de ave. La imaginería mitológica también incluye montañas antropomórficas, esqueletos y cocodrilos. Los respiraderos en el exterior fueron diseñados para que el humo del incienso quemado en el interior del templo podría interactuar con la escultura de estuco de la parte exterior. El templo tenía un escalón glífico de piedra con una inscripción dedicatoria. Aunque el escalón no está tan bien conservado como el resto del edificio, fue posible descifrar una fecha, siendo la del año 571. Debido a la deforestación del valle de Copán, el edificio Rosalila fue la última estructura en el sitio a utilizar estuco como decoración — ya no se podía reservar grandes cantidades de leña para transformar la piedra caliza en yeso. Una copia de tamaño natural del edificio Rosalila ha sido reconstruida en el museo de la escultura de Copán.
Uaxaclajuun Ub'aah K'awiil encerró la fase de Rosalila en una nueva versión del edificio que fue construida a finales del siglo viii. Como parte de los ritos para finalizar la fase anterior, se hizo una ofrenda que incluía una colección de excéntricos tallados en los perfiles de seres humanos y dioses, envueltos en textiles de color azul.
La Estructura 10L-18 está ubicada en el lado sureste de la Acrópolis y ha sido dañada por la erosión causada por el río Copán que resultó en la pérdida de la parte oriental de la estructura. Escaleras en el lado sur de la estructura conducen a una tumba abovedada que fue saqueada en la antigüedad y probablemente fue la de Yax Pasaj Chan Yopaat. Al parecer fue saqueada poco después de la caída del reino de Copán. Inusualmente para Copán, el santuario superior tenía cuatro paneles esculpidos que representan al rey realizando danzas de guerra con lanza y escudo, haciendo hincapié en las crecientes tensiones que ocurrieron cuando la dinastía llegó a su fin.
Los Templos 10L-20 y 10L-21 fueron probablemente construidos por Uaxaclajuun Ub'aah K'awiil. Se perdieron al río Copán a principios del siglo xx.

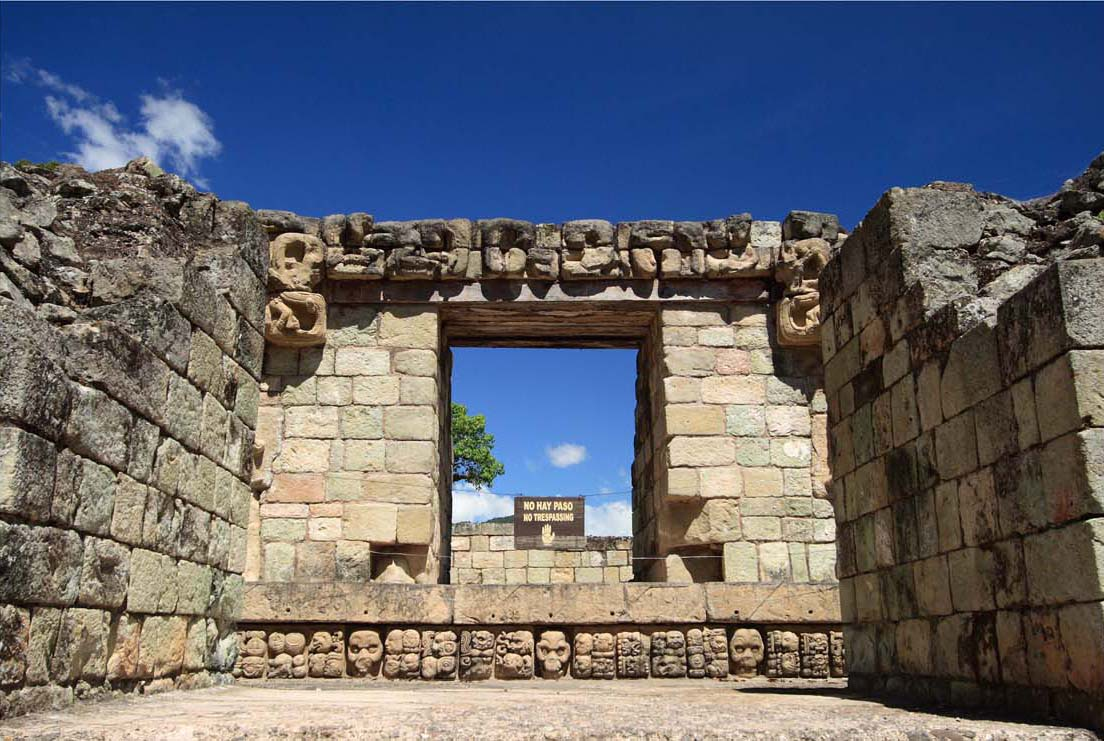
La puerta interior de la Estructura 10L-22

La Estructura 10L-22 es un edificio grande en el lado norte de la Plaza Oriental en la Acrópolis. Se remonta al reinado de Uaxaclajuun Ub'aah K'awiil y es el mejor conservado de los edificios de su reinado. La superestructura del edificio tiene una puerta interior con un marco tallado y decorado con mascarones de Witz, el dios de la montaña. La entrada exterior está enmarcada por la gigante máscara de una deidad y tiene similitudes con el estilo regional Chenes del lejano Yucatán. El templo fue construido para celebrar la finalización del primer katún del reinado de Uaxaclajuun Ub'aah K'awiil en 715 d. C., y tiene un escalón glifico con una frase en primera persona «He completado mi katún». El edificio representa simbólicamente la montaña donde se creó el maíz.
La Estructura 10L-25 se encuentra en la Plaza Oriental de la Acrópolis. Contiene una rica tumba real que los arqueólogos llamaron Sub-Jaguar. Se presume que fue la tumba sea del Gobernante 7 (B'alam Nehn), del Gobernante 8 o del Gobernante 9, quienes gobernaron todos en la primera mitad del siglo vi d. C.
| Fase      | Rey                          | Fecha               |
| --------- | ---------------------------- | ------------------- |
| Yax       | K'inich Yax K'uk' Mo'        | Inicios siglo v     |
| Motmot    | K'inich Tz’uutz’ (Popol Hol) | Mediados siglo v    |
| Papagayo  | Ku Ix                        | Mediados siglo v    |
| Mascarón  | Humo Imix                    | Siglo vii           |
| Chorcha   | Humo Imix                    | Siglo vii           |
| Esmeralda | Uaxaclajuun Ub'aah K'awiil   | Inicios siglo viii  |
| N/A       | K'ak' Yipyaj Chan K'awiil    | Mediados siglo viii |

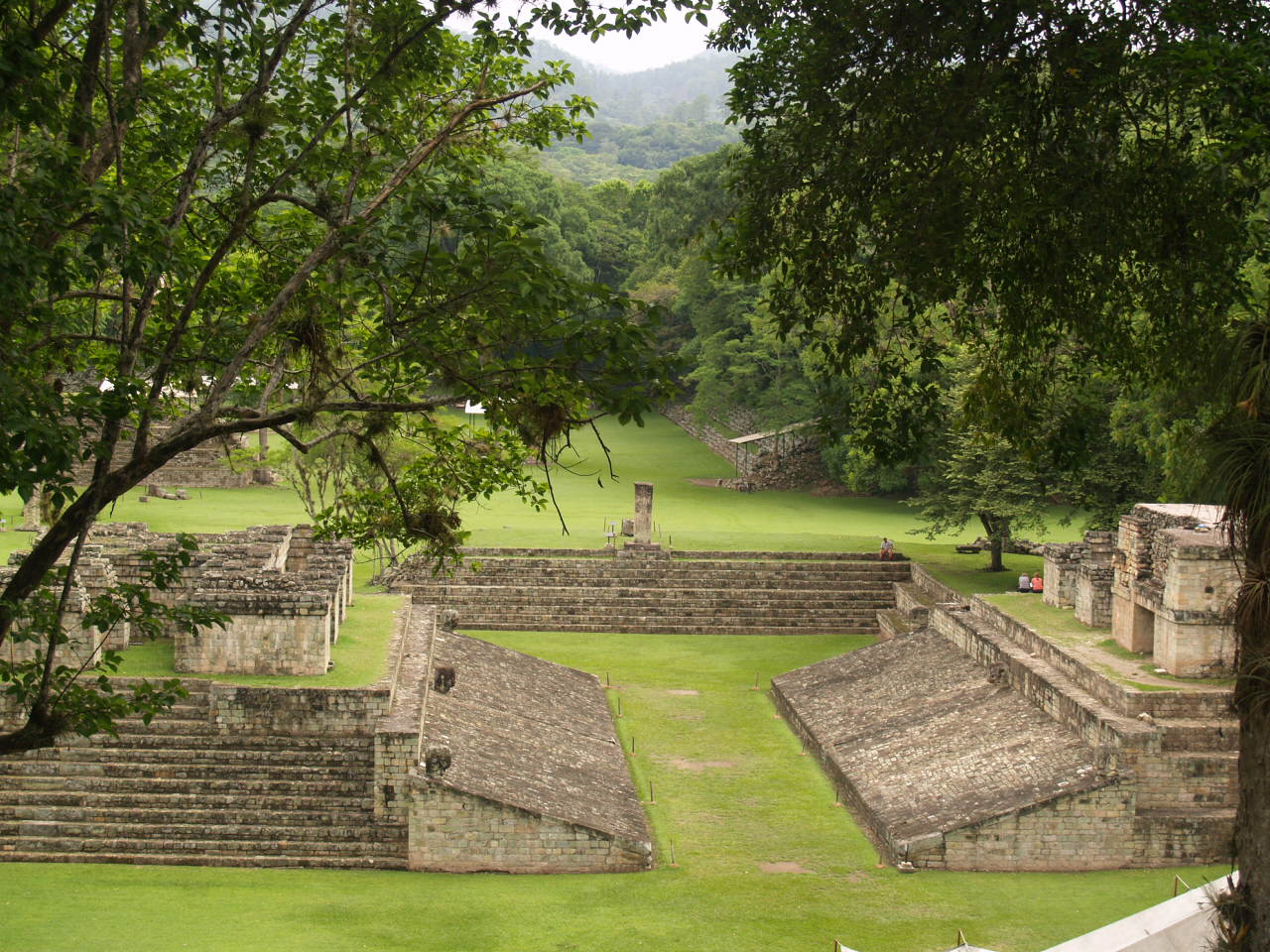
La versión final del juego de pelota fue dedicado por Uaxaclajuun Ub'aah K'awiil en 738 d. C.

La Estructura 10L-26 (o Templo 26) es un templo que se proyecta hacia el norte de la Acrópolis y que está ubicada inmediatamente al norte de la Estructura 10L-22. Fue construida por Uaxaclajuun Ub'aah K'awiil y K'ak' Yipyaj Chan K'awiil, los gobernantes 13 y 15 en la sucesión dinástica. La Escalinata de los Jeroglíficos, que tiene una anchura de 10 m, sube desde la plaza por el lado oeste del edificio. La versión más antigua del templo, llamado Yax, fue construida durante el reinado del fundador de la dinastía, K'inich Yax K'uk' Mo', y tiene características arquitectónicas (tales como esquinas remetidas) que son propios de Tikal y de la región central del Petén. La siguiente fase del edificio, llamado Motmot, fue construida por K'inich Popol Hol, el hijo de Yax K'uk' Mo'. Esta fase de la estructura era más elaborada y estaba decorada con estuco. Situada debajo del edificio se encontraba la piedra angular Motmot (o disco marcador Motmot), cubriendo la tumba de una mujer, en el inusual estilo teotihuacano, acompañada por una amplia variedad de ofrendas, incluyendo huesos de animales, mercurio, jade y cuarzo, junto con tres cabezas humanas masculinas. Ku Ix construyó una nueva fase del edificio, llamado Papagayo, en cima de Motmot.
Humo Imix demolió la fase Papagayo y enteró ritualmente los restos quebrados de sus monumentos esculpidos, junto con cabezas de guacamayo de piedra provenientes de una primera versión del juego de pelota. Luego construyó una pirámide en cima de las fases anteriores, la que fue llamada Mascarón por los arqueólogos. Esta fase a su vez fue desarrollada en la pirámide Chorcha con la adición de una larga superestructura con siete entradas en la parte delantera y trasera. Antes de construir el nuevo edificio en la parte superior, el santuario superior existente fue demolido y una tumba fue insertada en el suelo y cubierto con 11 grandes losas de piedra. La tumba contenía los restos de un hombre adulto y un niño sacrificado. El muy deteriorado esqueleto del adulto, era envuelto en una estera, acompañado de ofrendas de jade, incluyendo aretes y un collar de figuras esculpidas, 44 vasijas de cerámica, pieles de jaguar, conchas del género spondylus, 10 botes de pintura y uno o más libros glíficos, ahora deteriorados. También incluía 12 incensarios de cerámica con tapas modeladas en figuras humanas, que se cree representan el rey Humo Imix y sus 11 predecesores dinásticos. El edificio Chorcha fue dedicado a Humo Imix, el rey del siglo vii, y por ello es probable que los restos enterrados en el edificio son suyos. Por el año 710, Uaxaclajuun Ub'aah K'awiil selló la fase de Chorcha debajo de una nueva versión del templo, conocido como Esmeralda. La nueva fase incluía la primera versión de la Escalinata de los Jeroglíficos, que contiene una larga historia dinástica. K'ak' Yipyaj Chan K'awiil construiyó sobre la fase de Esmeralda en la segunda mitad del siglo viii. Quitó la Escalinata de los jeroglíficos del edificio anterior y la reinstaló en su propia versión, mientras duplicando la longitud de su texto y añadiendo cinco estatuas de gobernantes vestidos con el atuendo de los guerreros teotihuacano, cada uno sentado en un peldaño de la escalera. En la base de la escalera, colocó la Estela M, con su propia imagen. El santuario de la cumbre del templo llevaba un texto glífico compuesto por figuras glíficas completas, cada una colocada al lado de un glifo similar en un estilo mexicano imitado, dando la apariencia de un texto bilingüe.
La Escalinata de los Jeroglíficos sube el lado oeste de la Estructura 10L-26. Tiene 10 m de ancho y cuenta con un total de 62 escalones. La Estela M y su correspondiente altar están ubicados en su base y a cada docena de escalones se encuentra una gran figura esculpida. Se cree que estas figuras representan los gobernantes más importantes en la historia dinástica del sitio. La escalinata tiene 2200 glifos que en su conjunto forman el texto glífico maya más largo conocido. El texto todavía está siendo reconstruido, tras haber sido revuelto por el colapso de los bloques glíficos, cuando la fachada del templo se derrumbó. La escalinata mide 21 m de largo y fue inicialmente construida por Uaxaclajuun Ub'aah K'awiil en 710 d. C., para ser reinstalada y extendida en la siguiente fase del templo por K'ak' Yipyaj Chan K'awiil en 755 d. C.
El Juego de Pelota está inmediatamente al norte de la plaza de la Escalinata de los Jeroglíficos y se encuentra al sur de la Plaza de los Monumentos. Fue remodelado por Uaxaclajuun Ub'aah K'awiil, que luego lo demolió para construir una tercera versión que fue uno de los más grandes de la época clásica. Fue dedicado a la deidad del Gran Guacamayo y los edificios que flanqueaban el campo de juego fueron decorados con 16 esculturas de mosaico de estas aves. La construcción del campo de juego de pelota fue finalizada el 6 de enero de 738 y esta fecha fue inscrita con un texto glífico en la zona en pendiente del campo de juego.
La Plaza de los Monumentos o Gran Plaza se encuentra en el lado norte del Conjunto Principal.

### Conjunto de las Sepulturas
El Conjunto de las Sepulturas está conectado por un sacbé, o calzada, que corre hacia el suroeste hacia la Plaza de los Monumentos en el Conjunto Principal. El Conjunto de las Sepulturas consta de un número de estructuras restauradas, sobre todo residencias de la élite que cuentan con bancos de piedra de los cuales algunos tienen decoraciones talladas, y un número de tumbas.
El conjunto tiene una muy larga historia de ocupación poblacional, incluso una casa que data del Preclásico Temprano. En el Preclásico Medio se construyeron grandes plataformas de adoquines y se hicieron varios enterramientos ricos. Hacia el año 800, el complejo consistía en cerca de 50 edificios dispuestos en torno a 7 grandes plazas. En esta época, el edificio más importante era el Palacio de los Bacabs, la residencia de un poderoso noble de la época de Yax Pasaj Chan Yopaat. El exterior del edificio tiene decoraciones esculpidas de alta calidad y cuenta con un banco de piedra con glifos tallados en el interior. Una parte del conjunto formaba un subdistrito o barrio ocupado por habitantes que no eran mayas, sino originarios del centro de Honduras e involucrados en la red de comercio que trajo bienes de esa región.

### Otros conjuntos
El Conjunto Norte es un complejo que data del Clásico Tardío. Los arqueólogos excavaron fachadas caídas que tienen inscripciones glíficas y decoraciones esculpidas.
El Conjunto del Cementerio se encuentra inmediatamente al sur del Conjunto Principal e incluye una serie de pequeñas estructuras y plazas.

### Monumentos

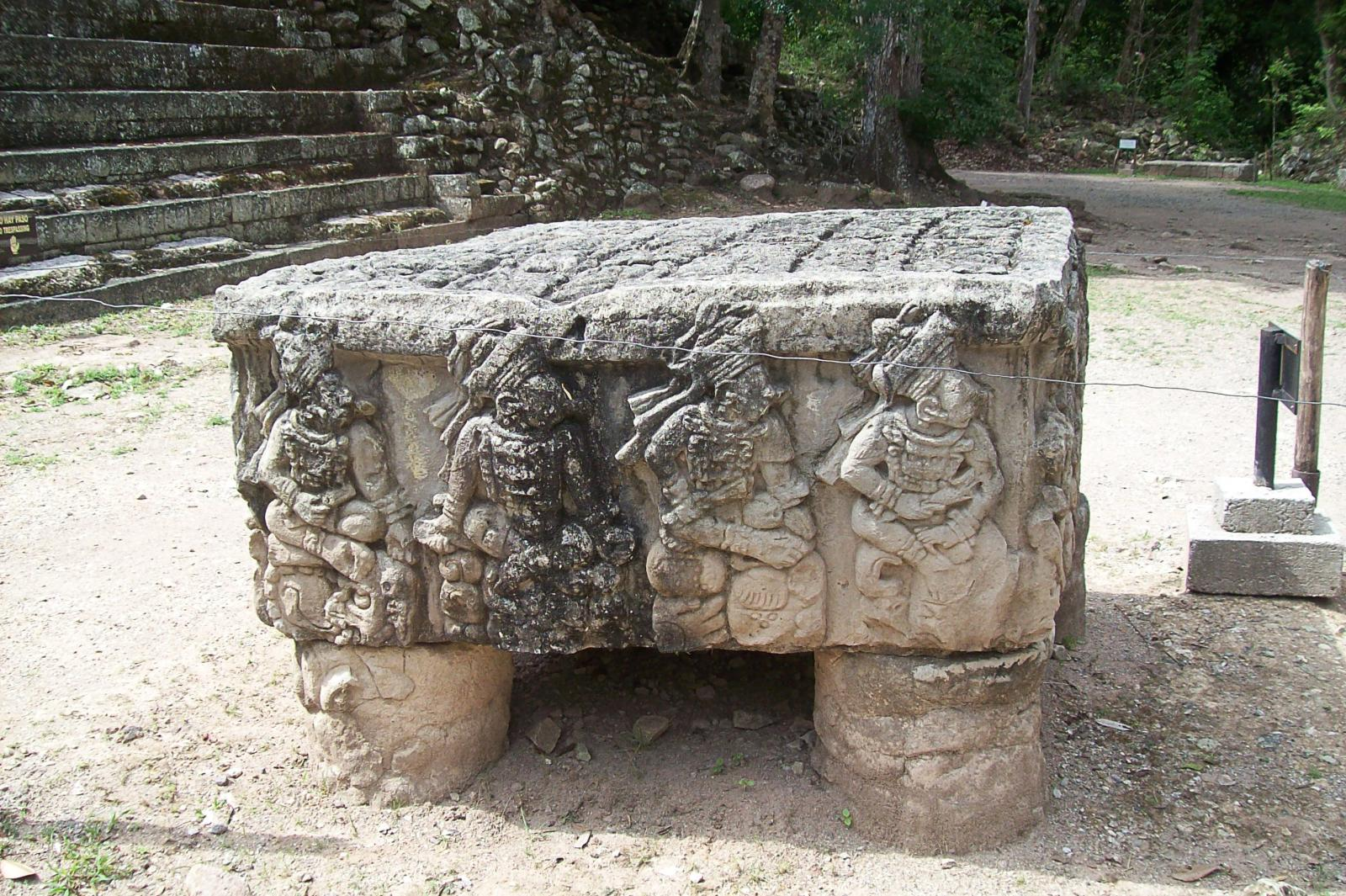
Altar Q tiene representaciones de 16 reyes en la sucesión dinástica de la ciudad.

El Altar Q es el monumento más conocido de Copán. Fue dedicado por el rey Yax Pasaj Chan Yopaat en 776 d. C. y tiene representaciones de los primeros 16 reyes de la dinastía de Copán talladas en torno a su lado. Cada figura representada está sentada sobre el glifo que contiene su nombre. En la parte superior tiene un texto glífico sobre la fundación de la dinastía en el año 426-427. Por un lado, se muestra el fundador de la dinastía, K'inich Yax K'uk' Mo', transfiriendo el poder a Yax Pasaj. Curiosamente, Tatiana Proskouriakoff primero descubrió la inscripción en la cara oeste del Altar Q que menciona la fecha de la inauguración de Yax Pasaj. Esta representación de la sucesión política nos dice mucho acerca de la cultura maya del periodo Clásico temprano.
El Marcador Motmot o Piedra angular Motmot es una piedra con inscripciones, que fue colocada en cima de una tumba debajo de la Estructura 10L-26. Su cara fue finamente esculpida con los retratos de los dos primeros reyes de la dinastía de Copán, K'inich Yax K'uk' Mo' y K'inich Popol Hol, orientados el uno hacia el otro con una doble columna de glifos en el medio, todo contenido dentro de un cuadro cuatrifolio. El cuadro y los nombres glíficos de los lugares mitológicos por debajo de los pies de los dos reyes los coloca en un reino sobrenatural. La piedra angular tiene dos fechas de calendario, siendo 435 d. C. y 441 d. C. La segunda es probablemente la fecha en que la piedra angular fue dedicada.
La Piedra Xukpi es un monumento dedicatorio de una de las primeras fases del templo 16 (Estructura 10L-16) construido para honrar a K'inich Yax K'uk' Mo'. Lleva la fecha de 437 d. C. y los nombres de K'inich Yax K'uk' Mo' y K'inich Popol Hol, junto con una posible mención del general Teotihuacano Siyaj K'ak'. El monumento no ha sido completamente descifrado y su estilo y fraseo son inusual. Originalmente fue utilizado como un banco esculpido o como escalón, y la fecha del monumento se asocia con la dedicación de un templo funerario o una tumba, probablemente, la tumba de K'inich' Yax K'uk' Mo' mismo, que fue descubierto por debajo de la misma estructura.

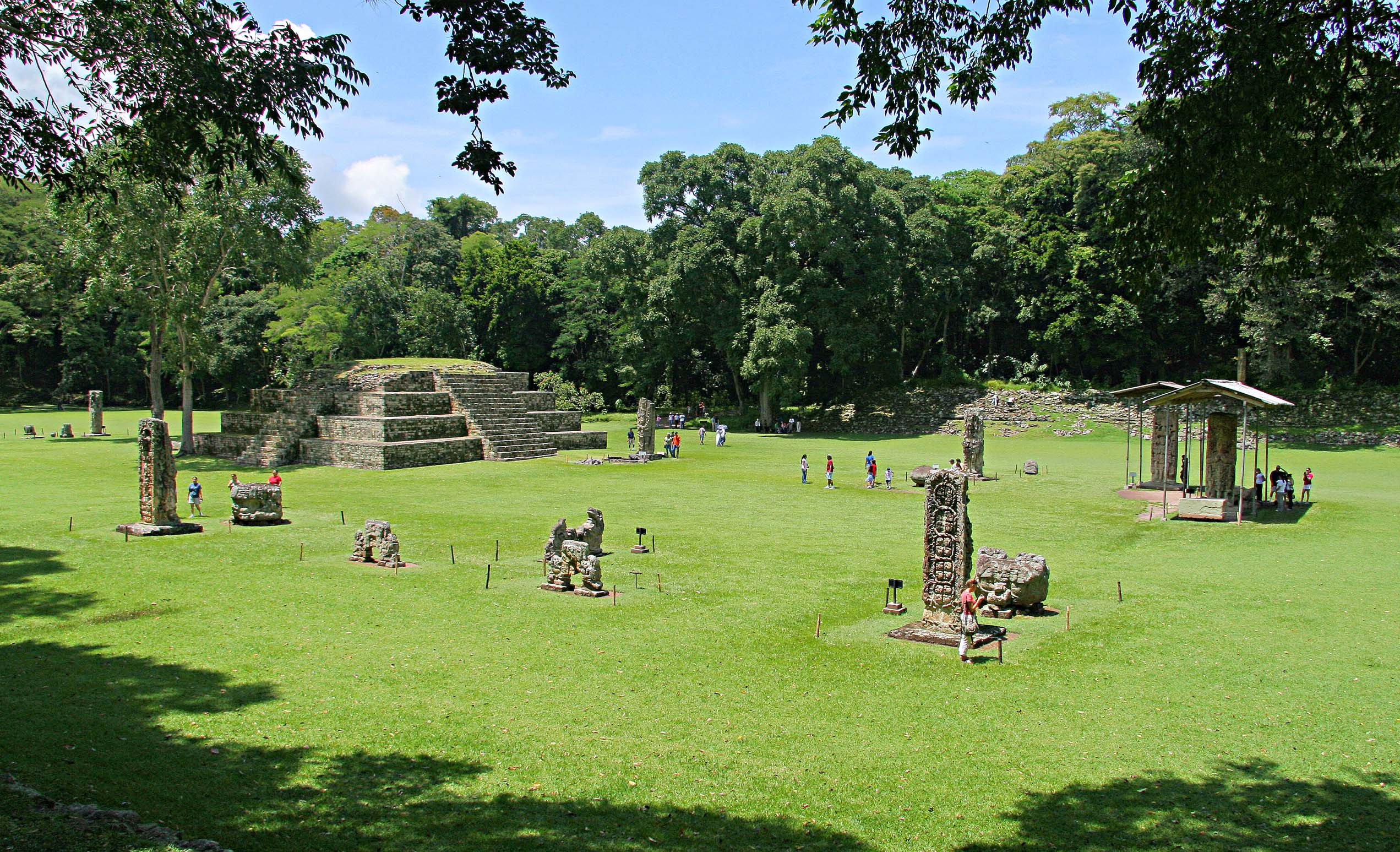
Gran Plaza de las Estelas

La Estela 2 fue erigida por Humo Imix en la Gran Plaza en el año 652 d. C.
La Estela 3 es otra estela erigida por Humo Imix en la Gran Plaza en el año 652.
La Estela 4 fue erigida por Uaxaclajuun Ub'aah K'awiil a principios del siglo viii.

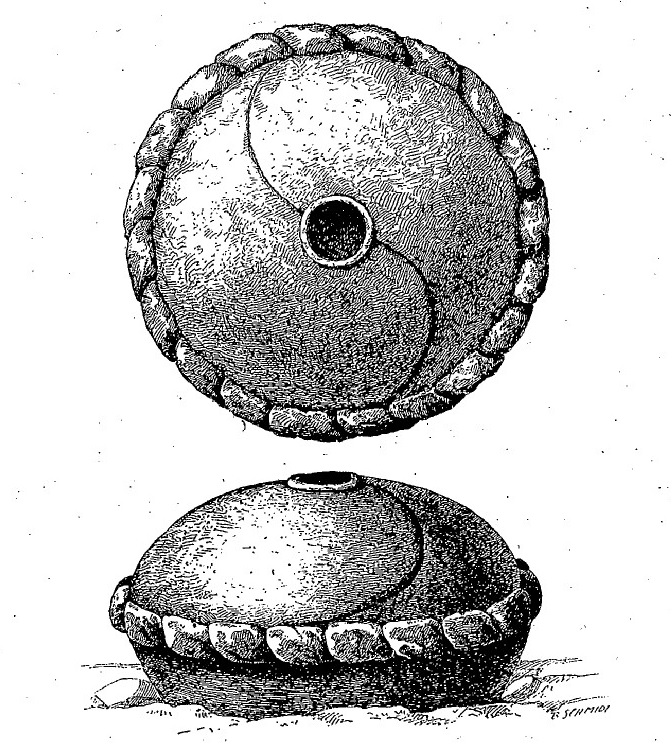
Altar Estela 4 Copán HONDURAS Ernest T. Hamy Curador del Musée d'Ethnographie, París, Francia, 1886

La Estela 7 data del reinado de K'ak' Chan Yopaat y fue erigida para celebrar la ceremonia del final de katún de 613 d. C. Fue descubierto en el complejo occidental que se encuentra debajo del actual pueblo de Copán Ruinas. Tiene un largo texto glífico que ha sido parcialmente descifrado.
La Estela 9 fue encontrada en la aldea moderna de Copán Ruinas, donde había sido erigida en un importante complejo del periodo Clásico a 1,6 km del núcleo del sitio. Fue dedicado por Luna Jaguar y data del año 564 d. C.
La Estela 10 fue levantada por Humo Imix fuera del núcleo del sitio en el año 652 d. C.
La Estela 11 era originalmente una columna interior del Templo 18, el santuario funerario de Yax Pasaj Chan Yopaat. Cuando se descubrió, estaba partido en dos partes en la base del templo. Representa al rey como un anciano dios del maíz maya y tiene imágenes semejantes a la tapa de la tumba del rey de Palenque, K'inich Janaab' Pakal, probablemente a causa de los estrechos vínculos familiares de Yax Pasaj Chan Yopaat con esa ciudad. El texto de la columna forma parte de un texto más largo tallada en las paredes interiores del templo y puede constituir una descripción de la caída de la dinastía de Copán.
Estela 12 fue levantada por Humo Imix fuera del núcleo del sitio en el año 652.
Estela 13 fue erigida por Humo Imix fuera del núcleo del sitio en el año 652.
Estela 15 data del año 524 y fue erigida durante el reinado de B'alam Nehn. Su escultura se compone únicamente de texto glífico, en el cual se menciona que el rey B'alam Nehn gobernaba la ciudad en el año 504.
Estela 17 data del año 554 y fue levantada durante el reinado de Luna Jaguar. Originalmente estaba ubicada en el pueblo cercano de Copán Ruinas, donde se encontraba un gran complejo en el periodo Clásico.
Estela 18 es un fragmento de un monumento que lleva el nombre de K'inich Popol Hol. Fue erigida en la sala interior del templo 10L-26.
Estela 19 es un monumento erigido por Humo Imix fuera del núcleo del sitio en el año 652.
Estela 63 fue dedicada por K'inich Popol Hol. Su escultura se compone exclusivamente de textos glíficos finamente tallados y es posible que fue originalmente encargado por K'inich Yax K'uk' Mo', con textos adicionales añadidos a los lados del monumento por su hijo. El texto contiene la misma fecha en el año 435 que aparece en el Marcador Motmot. La Estela 63 fue deliberadamente partida junto con su escalón glífico durante la demolición ritual de la fase Papagayo del templo 26. Los restos de los monumentos fueron enterrados en el edificio antes de seguir con la construcción de la siguiente fase.

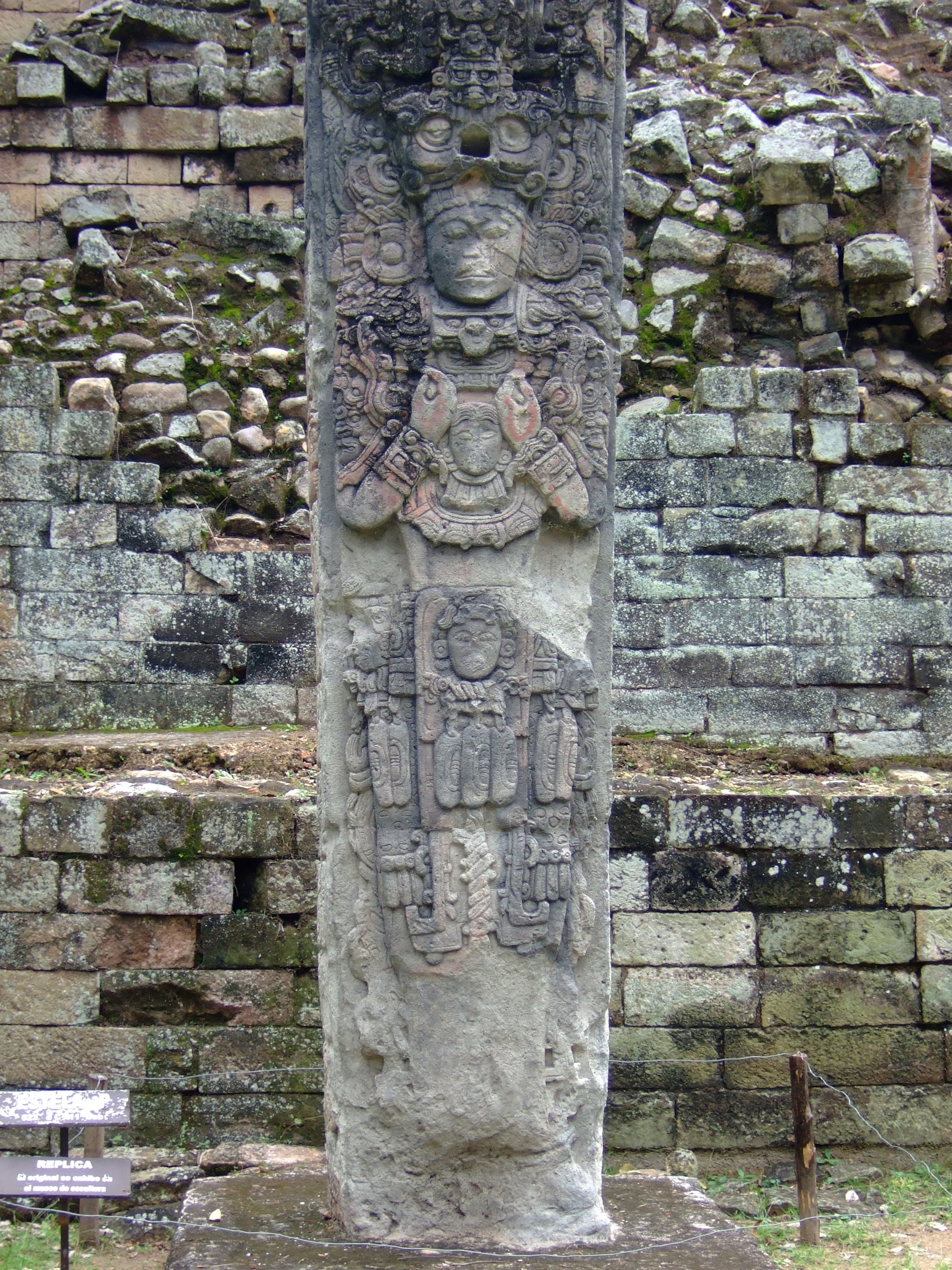
Estela P, con una representación de K'ak' Chan Yopaat.

Estela A fue erigida en 731 por Uaxaclajuun Ub'aah K'awiil. Posisiona su propio reinado entre los cuatro reinos más poderosos en la región maya, junto con Palenque, Tikal y Calakmul.
Estela B fue erigida por Uaxaclajuun Ub'aah K'awiil a principios del siglo viii.
Estela C fue erigida por Uaxaclajuun Ub'aah K'awiil a principios del siglo viii.
Estela D fue erigida por Uaxaclajuun Ub'aah K'awiil a principios del siglo viii.
Estela F fue erigida por Uaxaclajuun Ub'aah K'awiil a principios del siglo viii.
Estela H fue erigida por Uaxaclajuun Ub'aah K'awiil a principios del siglo viii.
Estela J fue erigida por Uaxaclajuun Ub'aah K'awiil en el año 702 y fue su primer monumento. Se encontraba en la entrada oriental de la ciudad y es inusual por tener un techo de piedra esculpida que convierte el monumento en una casa simbólica. Lleva un texto glífico entretejido con un diseño entrecruzado de alfombra que forman un rompecabezas complicado que debe ser leído precisamente en el orden correcto para entenderse.
Estela M tiene un retrato de K'ak' Yipyaj Chan K'awiil. Fue levantada en 756 d. C. al pie de la Escalinata de los Jeroglíficos del Templo 26.
Estela N fue dedicada por K'ak' Yipyaj Chan K'awiil en 761 d. C. y colocada al pie de la escalinata del Templo 11, el cual contiene supuestamente su entierro.
Estela P fue originalmente erigida en un lugar desconocido. Más tarde fue trasladada a la plaza que se encuentra al occidente de la Acrópolis. Tiene un largo texto glífico que aún no ha sido totalmente descifrado. Data del reinado del rey K'ak' Chan Yopaat y fue dedicada en el año 623.